# Kuwait
Kuwait, cuyo nombre oficial es Estado de Kuwait (en árabe: دولة الكويت‎, Dawlat al-Kuwayt), es un país árabe situado en Asia Occidental, en el extremo noreste de la península arábiga y en la punta norte del golfo Pérsico, donde comparte fronteras con Irak por el norte y con Arabia Saudita por el sur. Su nombre es un diminutivo en árabe de la palabra كوت kūt, que significa «fortaleza». El país tiene 17 818 km² de superficie y en 2024 tenía una población de 4.93 millones de habitantes.
En los siglos XVIII y XIX Kuwait fue un próspero enclave comercial que rivalizó con la ciudad iraquí de Basora como centro de intercambio para las mercancías que circulaban entre la India y Oriente Próximo. La zona fue también el centro de la construcción naval de todo el golfo Pérsico, pero a principios del siglo XX comenzó a declinar su importancia en la región. Durante la Primera Guerra Mundial (1914-1918) el Imperio británico impuso un bloqueo comercial a Kuwait como represalia por el apoyo del gobernante del país al Imperio otomano. Después de la gran guerra, Kuwait se configuró como un emirato independiente bajo el yugo del Imperio británico. Sin embargo, tras la guerra entre Kuwait y el sultanato de Najd en 1919 y 1920, Abdelaziz bin Saud, primer rey de Arabia Saudita, ordenó un nuevo y restrictivo bloqueo comercial a Kuwait que duró desde 1923 hasta 1937. En este último año se descubrieron los primeros pozos de petróleo en territorio kuwaití.
Kuwait ganó su independencia del Reino Unido en 1961. En 1990 el pequeño país fue invadido militarmente y anexionado por el Irak de Saddam Hussein, una ocupación que se prolongó durante siete meses y que provocó la intervención del ejército de los Estados Unidos y el estallido de la guerra del Golfo. El ejército iraquí se retiró del país ante al avance estadounidense pero en su camino incendió casi ochocientos pozos petrolíferos kuwaitíes, una catástrofe económica y medioambiental. Las infraestructuras del país quedaron devastadas durante el conflicto y tuvieron que ser reconstruidas. En 2003 el ejército estadounidense regresó al país para lanzar desde allí las operaciones militares de la invasión de Irak.
Kuwait es una monarquía constitucional con un sistema de gobierno parlamentario y su capital económica y política es la ciudad de Kuwait. El país es considerado uno de los más liberales de la región. Cuenta con la sexta mayor reserva mundial de petróleo, un recurso natural que en la actualidad supone el 87 % de sus exportaciones y el 75 % de los ingresos de su gobierno, gracias a lo cual sus ciudadanos gozan de la octava mayor renta per cápita a nivel mundial. El Banco Mundial clasifica a Kuwait como un Estado de altos ingresos y los Estados Unidos lo han designado aliado importante extra-OTAN.

## Etimología
El nombre proviene de su ciudad capital, Kuwait, a partir de la cual se formó como un emirato y un protectorado británico. Es un diminutivo de اَلْكُوت, al-kūt: «la fortaleza» (de la raíz ك و ت • k-w-t), si bien el origen mismo de esta palabra es desconocido: En árabe, kūt se refiere de manera específica a una edificación fortificada, con otras casas a su alrededor, que sirve como punto de aprovisionamiento a los barcos y solamente se aplica a una construcción cercana al borde del agua, sea un mar, un río o un lago; por eso Kuwait literalmente significa: «la pequeña fortaleza (al borde del agua)»

## Historia

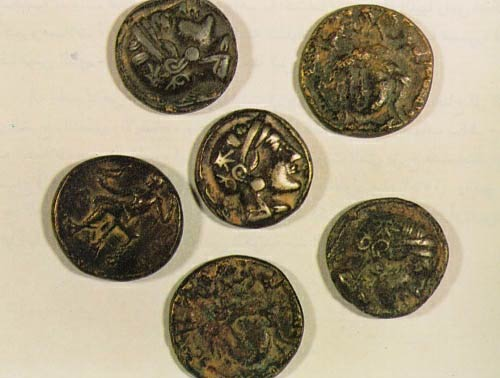
Monedas antiguas encontradas en la isla Failaka.

Las cercanías de Kuwait con la desembocadura de los ríos Tigris y Éufrates, hizo que desde la Edad de Piedra, el territorio kuwaití estuviera ocupado. Los sedimentos trasportados por dichos ríos hacían que la riqueza pesquera de su desembocadura atrajera a distintas civilizaciones como los Ubaid, pobladores de la antigua Mesopotamia, que se asentaron en los estuarios del norte del país sobre el año 4500 a. C.
La civilización Dilmún también se asentó en las ricas aguas de Kuwait, creando una ciudad en la Isla de Failaka, siendo sus ruinas uno de los grandes vestigios de la Edad de Bronce que hay en todo el mundo. 
También los griegos se instalaron desde el 600 a. C. en la isla Failaka, en la zona de Al-Jazna Hill, denominándola Ícarus, donde permanecieron hasta aproximadamente 300 a. C. En dicho periodo ciertos elementos de la mitología griega se mezclaron con la cultura local que se desarrollaba en la isla desde el 700 a. C. Este lugar fue clave en el comercio de la ruta entre Mesopotamia y la India.

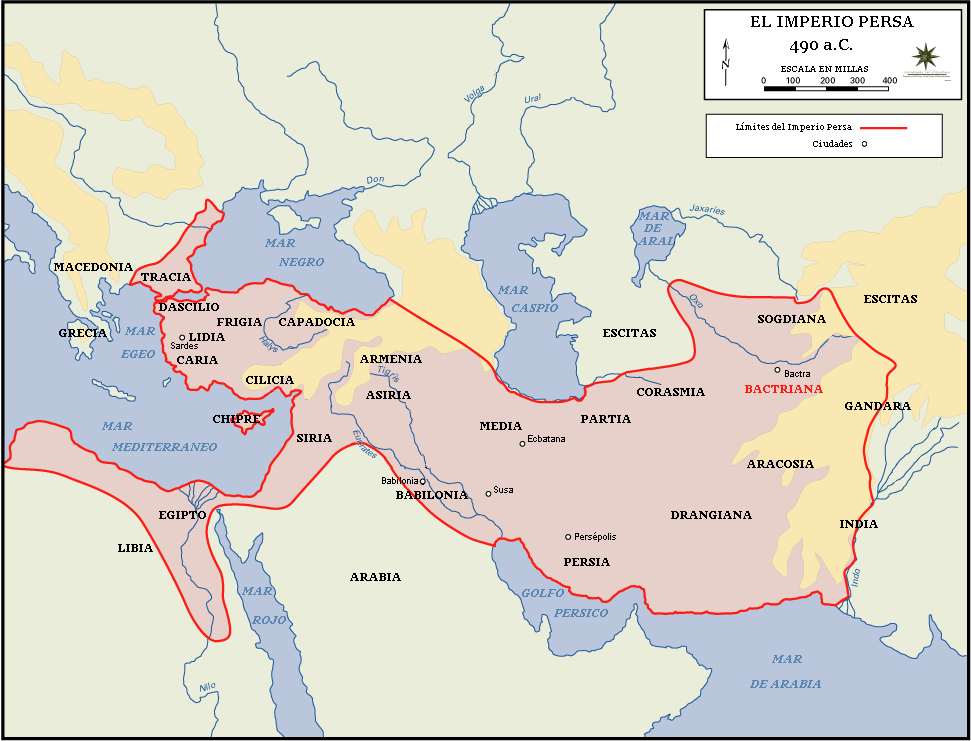
El primer Imperio persa en el 490 a.c.

Tiempo después, los persas conquistaron el actual territorio de Kuwait, hasta que en 623 d. C., los árabes derrotaron a los persas en la batalla de Zat Al-Salassel, en la zona de Kazima, pasando a dominar el territorio de ahí en adelante.

### Protectorado portugués
Las referencias más antiguas al territorio de Kuwait se hicieron en mapas portugueses del siglo XVI de Luiz Lázaro y Domingos Teixeira. A partir de ese momento, la región se convirtió en un protectorado portugués. Las tribus árabes del Shatt al-Arab se aliaron con los portugueses para protegerse contra el Imperio otomano y los Persas.
En 1521, Kuwait estaba bajo control portugués. A finales del siglo XVI, los portugueses construyeron un asentamiento defensivo en Kuwait.

### Formación del país
Kuwait nació en el siglo XVI, cuando varios clanes de la tribu Al Aniza migraron a la orilla norte del golfo Pérsico desde el Najd, su tierra natal afectada por las hambrunas, en la Arabia central. Se asentaron en lo que hoy es conocido como Catar durante más de sesenta años y más tarde viajaron a través del mar para reasentarse en la isla De Chader, donde ya había un pequeño fuerte «kut». De acuerdo al Ministerio de Información kuwaití, el país fue fundado en 1672, durante el Emirato de Barrak Bin Ghurai en Bani Khalid. En 1716 se instala en Kuwait la familia Al-Sabah, y en 1752 un miembro de esa familia es nombrado primer soberano de Kuwait, Sabah Bin Jader. Bajo su reinado, en 1760 se construye la primera muralla alrededor de la ciudad, de 750 metros de longitud.
Kuwait nunca formó parte del Califato abasí (siglo VIII) ya que no existía como tal en esa época. Kuwait fue incorporado al Imperio otomano, prueba de ello es que Sheij Mubárak tenía la bandera otomana sobre su palacio y ejerció plenamente la autoridad otomana en sus tierras. Los actuales dirigentes del país son descendientes de Sabah I quien fue escogido por la comunidad formada principalmente por comerciantes. Les fueron encomendadas las tareas de administración del Estado incluyendo los asuntos exteriores y la fiscalidad. Esto representa una particularidad frente al resto de emiratos árabes del golfo Pérsico donde los dirigentes tomaron y mantuvieron su autoridad por la fuerza.
El siglo XVII presenció tiempos tumultuosos en la península arábiga. Lo que es conocido ahora como Kuwait fue tierra ocupada por tribus que era utilizada para el comercio de especias con la India. En el siglo XVIII, la mayoría de la población del lugar se mantuvo gracias a la venta de perlas.

### Yugo británico

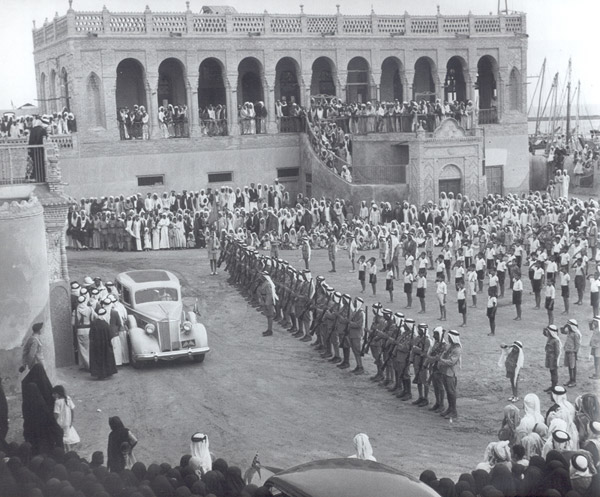
Celebración en el Palacio de Seif en 1944

En 1899, la creciente influencia británica llevó a Kuwait a convertirse en un protectorado británico. En la primera mitad del siglo XX se llevarían a cabo en Kuwait una serie de reformas y construcciones de corte occidental. En el Acuerdo anglo-otomano de 1913 los británicos y los otomanos acordaron en definir Kuwait como una kaza del Imperio otomano. En 1914 se construye la primera planta de desalinización del país, y 7 años más tarde se levanta la tercera muralla de la ciudad, con 6400 m de longitud. Desde 1919 se produjeron muchas incursiones de los wahhabíes saudíes contra Kuwait. El británico militar Percy Cox impuso el Protocolo Uqair de 1922, entre Kuwait y los nechd de Abdelaziz bin Saud. 
En 1922 se instala en el país la primera biblioteca pública, y en 1927 finalizarían las obras de construcción el primer aeropuerto de Kuwait, en el cual aterrizaría el primer avión al año siguiente. En 1928 Abdul Aziz-Al-Rasheed publica el Kuwait Magazine, el primer periódico del país. En 1933 el municipio de Kuwai instala el alumbrado eléctrico en el mercado de la ciudad. El año 1938 marca el comienzo de una nueva era de prosperidad para Kuwait, en ese año se descubre petróleo en el yacimiento de Burgan, tras lo cual en 1942 se funda el primer Banco de Kuwait. Cuatro años más tarde comienzan las exportaciones petrolíferas del país.
El petróleo convirtió a Kuwait en uno de los países más ricos de la península arábiga y en 1953 el país se convirtió en el mayor exportador de petróleo del golfo Pérsico, atrayendo a numerosos trabajadores inmigrantes a los que escasamente se les concedió la ciudadanía. Kuwait, habiendo amasado una gran riqueza, fue el primero de los estados árabes del golfo Pérsico que declaró su independencia. Lo hizo el 19 de junio de 1961. Esta declaración fue combatida por Irak hasta 1963.

### Invasión iraquí

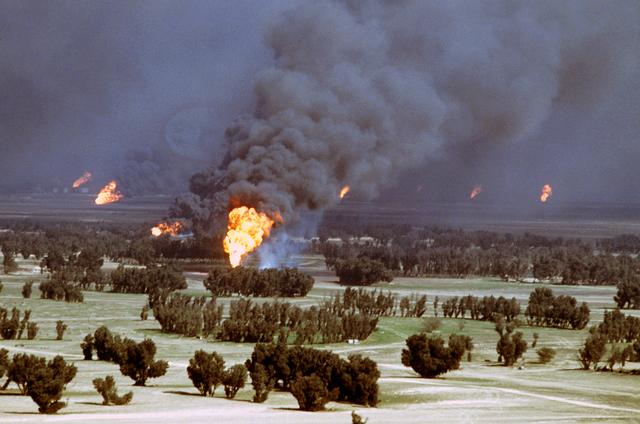
Pozos de petróleo en llamas en Kuwait en 1991, resultado de la táctica de tierra quemada empleada por el ejército iraquí en su retirada del país en la Guerra del Golfo.

Tras la alianza con Irak durante la guerra irano-iraquí (1980-1988) (ampliamente debida al deseo de protección frente al islámico Irán), Kuwait fue invadido y anexionado por Irak (bajo el régimen de Saddam Hussein) en agosto de 1990. Las primeras justificaciones de Hussein incluyeron el argumento de que el territorio kuwaití era en realidad una provincia iraquí, y que esa anexión era la represalia a la «guerra económica» en la que Kuwait había combatido perforando hacia las reservas de petróleo iraquíes.
Al amanecer del 2 de agosto de 1990, las tropas iraquíes cruzaron la frontera de Kuwait con vehículos armados e infantería, ocupando puestos estratégicos en todo el país, incluyendo el Palacio del Emir. El ejército de Kuwait fue rápidamente aplastado, aunque lograron dar el tiempo necesario para que las fuerzas aéreas de aquel país lograsen huir a Arabia Saudita. La lucha más difícil se desarrolló en el Palacio del Emir, donde los miembros de la guardia real lucharon a favor de que la familia real tuviera tiempo de escapar. Un primo del Emir, quien comandaba la guardia, estuvo en el grupo de aquellos que murieron. Las tropas saquearon reservas alimentarias y médicas, detuvieron a miles de civiles y tomaron el control de los medios. Irak detuvo a miles de turistas occidentales como rehenes para después intentar usarlos como escudo para las negociaciones. Después de que un breve gobierno títere liderado por Alaa Hussein fuese instalado bajo el nombre de República de Kuwait, Irak anexó Kuwait. Hussein instaló entonces un nuevo gobernador provincial, describiendo lo acaecido como la «liberación» del pueblo de las manos del Emir; esto fue usado principalmente como propaganda de guerra. La monarquía fue depuesta tras la anexión y se nombró a un gobernador iraquí.
Aunque inicialmente ambiguo frente a la anexión de Kuwait por parte de Irak, el expresidente estadounidense George H. W. Bush condenó definitivamente las acciones de Hussein y decidió expulsar a las fuerzas iraquíes. Autorizada por el Consejo de Seguridad de las Naciones Unidas, una coalición de 31 naciones dirigidas por Estados Unidos luchó en la guerra del Golfo Pérsico para reinstaurar el Emirato Kuwaití desde el 15 de enero al 27 de febrero de 1991.

### Era actual
La invasión iraquí supuso un importante coste económico para el país, no solo por la destrucción de infraestructuras, sino por la quema de pozos de petróleo que los iraquíes realizaron durante su retirada del territorio, produciendo incendios que tardaron hasta 7 meses en ser apagados, con el consecuente impacto medioambiental que ello supuso. Además, el fin de la guerra vino acompañado de la expulsión de numerosa población de origen iraquí, además de yemeníes y palestinos (unos 400.000 palestinos, debido al apoyo de Yasir Arafat a Irak). Además, la población de origen bidún fue tachada de colaboracionista con los iraquíes por los que muchos fueron desplazados y otros muchos abandonaron voluntariamente el país ante el temor de represalias. En total, se estima que el país perdió más de 700.000 habitantes entre 1990 y 1991. El extraordinario coste económico de la reconstrucción del país, hace que a pesar de su riqueza, este no se haya desarrollado a nivel arquitectónico como otros países cercanos como Emiratos Árabes Unidos.
Con la llegada del nuevo siglo, en el año 2003, Kuwait fue una de las importantes sedes militares desde la que se lanzó la invasión de Irak, encabezada por los Estados Unidos y el Reino Unido. En el año 2005, las mujeres pudieron votar por primera vez en las elecciones, pudiéndose presentar igualmente como candidatas. De 2006 a 2009, el país fue el de mayor Índice de desarrollo humano (IDH) de todos los países árabes.
A pesar de ello, el país entró en una crisis económica en la década de 2010, debido a la caída de los precios del petróleo, siendo afectada la economía igualmente por los continuos problemas y desencuentro entre el gobierno y el parlamento, que ha frenado el crecimiento del país en la última década. En 2014, el país fue acusado de financiar el terrorismo de Al Qaeda e Isis. Sin embargo, el país sufrió un atentado por parte del Estado Islámico en 2015, cuando un suicida hizo explotar una bomba en una mezquita chiita en la ciudad de Kuwait, siendo el primer ataque terrorista en la historia del país.
Desde el año 2016, Kuwait ha tenido como mayor socio comercial a China, país que ha invertido en numerosas infraestructuras en el país. A pesar de ello, la economía kuwaití se ha encontrado en recesión durante los últimos años, teniendo en 2020 un déficit de 46 mil millones de dólares, algo que se ha visto aún más afectado debido a la pandemia de COVID-19.
En septiembre de 2020, el príncipe heredero Nawaf Al-Áhmad Al-Yáber Al-Sabah fue nombrado Emir de Kuwait, siendo el 6.º desde la independencia del país, debido a la muerte de Sabah Al-Áhmad Al-Yáber Al-Sabah. Nawaf falleció en diciembre de 2023, tras lo cual su medio hermano Mishal Al-Áhmad Al-Yáber Al-Sabah asumió el poder como nuevo Emir.
En julio de 2023, el país registró su primer superávit tras una década, debido a la subida del precio del petróleo, provocado por la invasión de Ucrania. Hoy en día, Kuwait es hoy un país independiente de importancia estratégica tanto desde una perspectiva militar (proximidad a Irak) como económica (reservas de petróleo). El país cuenta con más de 14.000 militares estadounidenses en bases del país, así como unas reservas petrolíferas de más de 100 años (el 6% de las reservas mundiales) y una estabilidad financiera y monetaria. El Gobierno deposita el 10% de los beneficios petrolíferos en el Fund for Future Generations, un fondo que está destinado a las generaciones del futuro, para cuando lleguen tiempos peores, algo que determinará el futuro de Kuwait.

## Gobierno y política

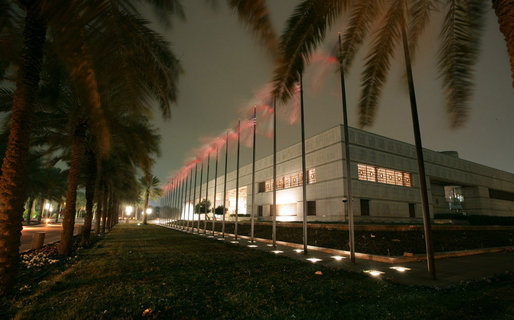
El Palacio de Bayán es la residencia oficial del emir de Kuwait.

Kuwait es una monarquía constitucional regida por la dinastía Al-Sabah desde el siglo XVIII. El emir o jeque es el jefe de Estado, quien representa al poder ejecutivo. El emir actual, Mishal Al-Ahmad Al-Jaber Al-Sabah ascendió al trono el 16 de diciembre de 2023. Existe la figura del primer ministro, quien suele ser un miembro de la familia real. Desde el 15 de mayo de 2024, el primer ministro, designado por el emir, es Ahmad Al‑Abdullah Al‑Ahmad Al‑Sabah. El poder legislativo está representado por la Asamblea Nacional (Majlis al-Umma). Es unicameral y cuenta con 65 asientos: 50 son elegidos por voto popular cada cuatro años, y 15 ministros, los que son elegidos por el emir y conforman su gabinete. Pese a ello, las funciones del emir son reducidas, ya que las delega en el primer ministro, y el país tiene un índice de democracia mayor que el resto de monarquías árabes. Por su parte, la Corte de Casación y la Corte Constitucional representan los órganos superiores del poder judicial y son los tribunales más altos de Kuwait.

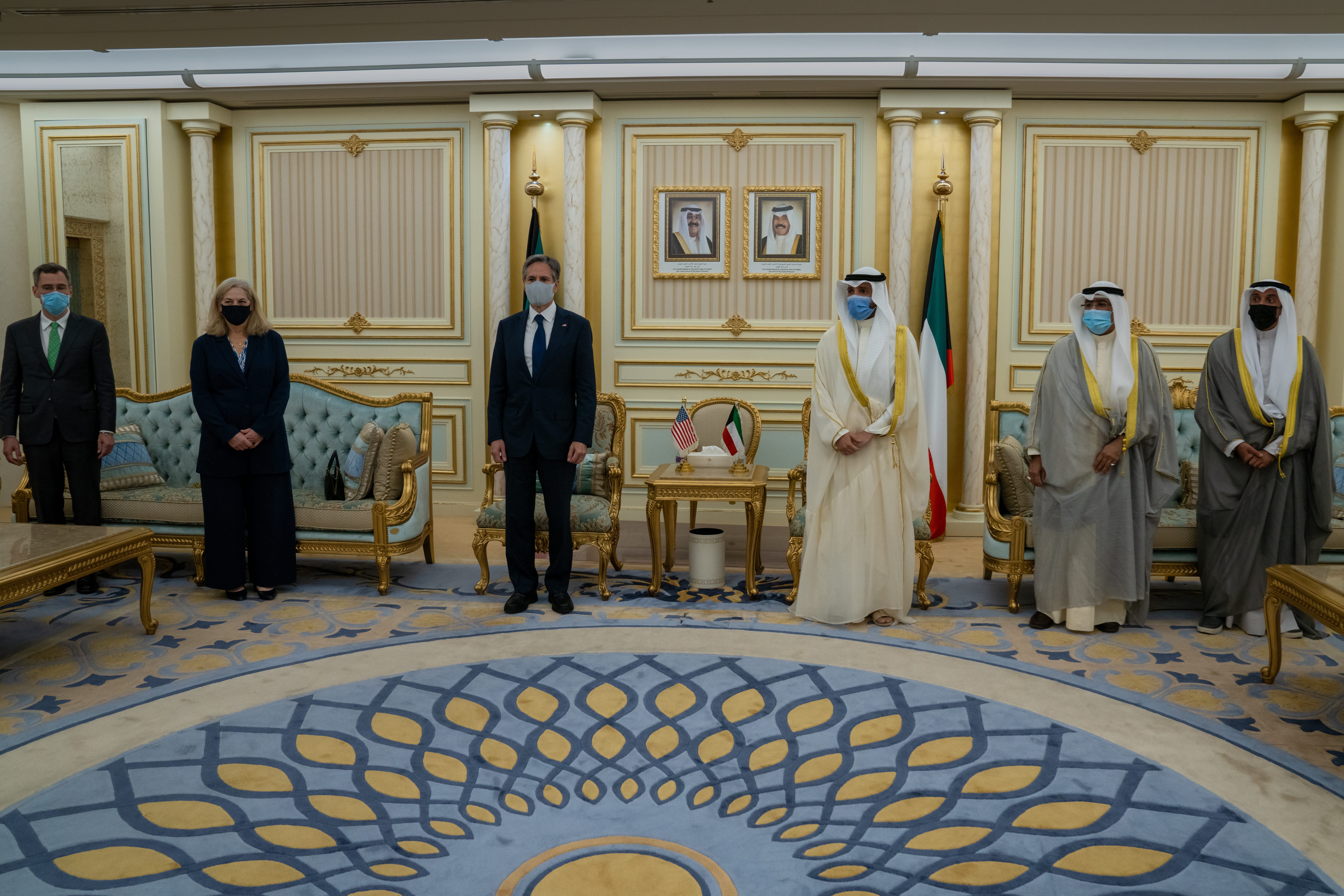
Edificio de la Asamblea nacional de Kuwait durante una visita del Secretario de Estado de Estados Unidos Antony Blinken

El sábado 17 de mayo de 2008 se celebraron elecciones, en las que las mujeres, que participaban por primera vez, se han quedado sin representación. Los que consiguieron representación fueron: Movimiento Constitucional Islámico (28), chiíes (5), liberales (7) e independientes (el resto) sobre 50 escaños.
Los ministros que ocupan los cargos más importantes pertenecen generalmente a la familia real. El país experimenta regularmente crisis políticas en un contexto de casos de corrupción. El gobierno se vio obligado a dimitir en noviembre de 2019, por novena vez en ocho años, tras las revelaciones sobre la malversación de unos 240 millones de dinares (más de 700 millones de euros) de un fondo de ayuda militar.
Kuwait ha tenido cuatro elecciones en cuatro años (2020, 2022, 2023 y 2024), reflejo de frecuentes disoluciones parlamentarias. La más reciente fue en abril de 2024, tras la disolución del parlamento en febrero de ese año por una controversia con el emir. Desde entonces, la Asamblea sigue dominada por independientes, islamistas y una sola mujer, lo que evidencia la continuidad del estancamiento político. Además, en marzo de 2025 se revocó la nacionalidad a aproximadamente 42,000 personas, y el emir suspendió partes de la constitución y el procedimiento democrático por hasta cuatro años. 

### Sistema legal
Kuwait sigue el "sistema de derecho civil" modelado según el sistema jurídico francés, el sistema jurídico de Kuwait es en gran parte laico, la sharia rige sólo el derecho de familia para los residentes musulmanes, mientras que los no musulmanes en Kuwait tienen un derecho de familia laico. Para la aplicación del derecho de familia, existen tres secciones judiciales separadas: Suníes (Maliki), chiíes y no musulmanes. Según las Naciones Unidas, el sistema jurídico de Kuwait es una mezcla de derecho consuetudinario inglés, derecho civil francés, derecho civil egipcio y derecho islámico.
El sistema judicial de Kuwait es laico. A diferencia de otros Estados árabes del Golfo Pérsico, Kuwait no tiene tribunales de la sharia. Secciones del sistema judicial civil administran el derecho de familia. Kuwait tiene el derecho mercantil más laico del Golfo.
Kuwait es una monarquía constitucional con un gobierno parlamentario. Alrededor del 85% de la población de Kuwait (2,8 millones en 2013) es musulmana.
Aproximadamente la mitad de los jueces de Kuwait son extranjeros, principalmente egipcios. Los jueces extranjeros tienen contratos de uno a tres años. La Constitución de Kuwait hace del Islam la religión del Estado. La Ley de Prensa y Publicaciones de 1961 prohíbe la publicación de cualquier material que incite a las personas a cometer delitos, cree odio o propague la disensión.

### Política Exterior

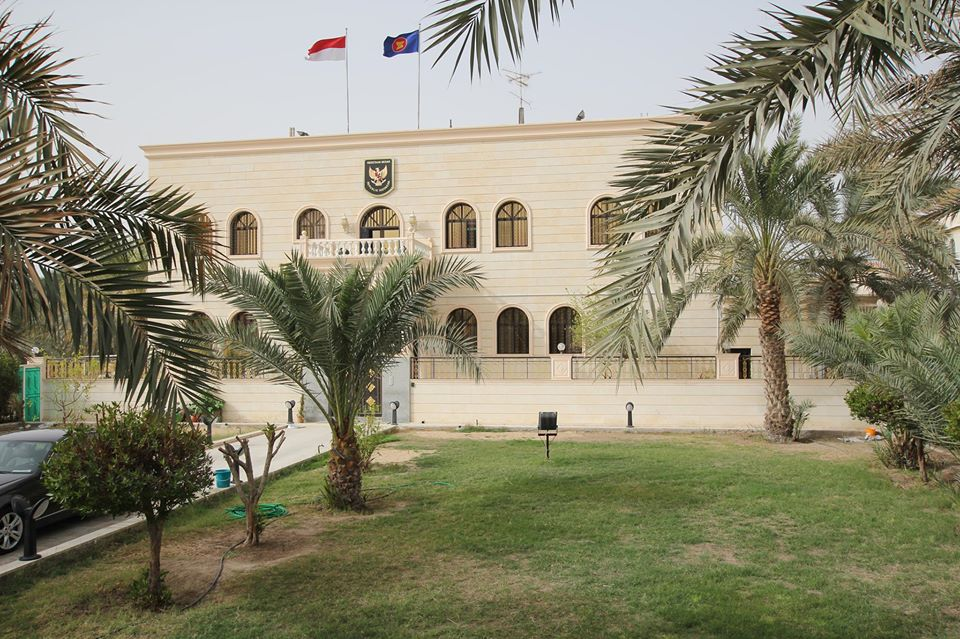
Embajada de Indonesia en Kuwait

Desde su independencia en 1961, Kuwait mantiene sólidas Relaciones Internacionales con la mayoría de los países, especialmente con las naciones del mundo árabe. Sus vastas reservas de petróleo le dan una voz destacada en los foros económicos mundiales y en organizaciones como la OPEP. Kuwait es también un importante aliado de la ASEAN, un aliado regional de China y un importante aliado no perteneciente a la OTAN.
A nivel regional, Kuwait tiene una política exterior única que se caracteriza por la neutralidad. La relación de Kuwait con su vecino Irak constituyó el núcleo de su política exterior a partir de finales de la década de 1980. Su primer gran problema de política exterior surgió cuando Irak reclamó territorio kuwaití. Irak amenazó con la invasión, pero fue disuadido por la pronta respuesta del Reino Unido a la petición de ayuda del Emir. Kuwait presentó su caso ante las Naciones Unidas y preservó con éxito su soberanía. Las fuerzas británicas se retiraron posteriormente y fueron sustituidas por tropas de las naciones de la Liga Árabe, que se retiraron en 1963 a petición de Kuwait.
El 2 de agosto de 1990, Irak invadió y ocupó Kuwait. Se reunió una coalición multinacional que, bajo los auspicios de la ONU, inició una acción militar contra Irak para liberar Kuwait. Los estados árabes, especialmente los otros cinco miembros del Consejo de Cooperación del Golfo (Arabia Saudí, Baréin, Catar, Omán y Emiratos Árabes Unidos), Egipto y Siria, apoyaron a Kuwait enviando tropas para luchar con la coalición. Muchos Estados europeos y de Asia Oriental enviaron tropas, equipamiento y/o apoyo financiero.
Tras su liberación, Kuwait dirigió en gran medida sus esfuerzos diplomáticos y de cooperación hacia los Estados que habían participado en la coalición multinacional. En particular, a muchos de estos Estados se les asignaron funciones clave en la reconstrucción de Kuwait. Por el contrario, las relaciones de Kuwait con las naciones que habían apoyado a Irak, entre ellas Jordania, Sudán, Yemen, Grecia y Cuba, han resultado tensas.

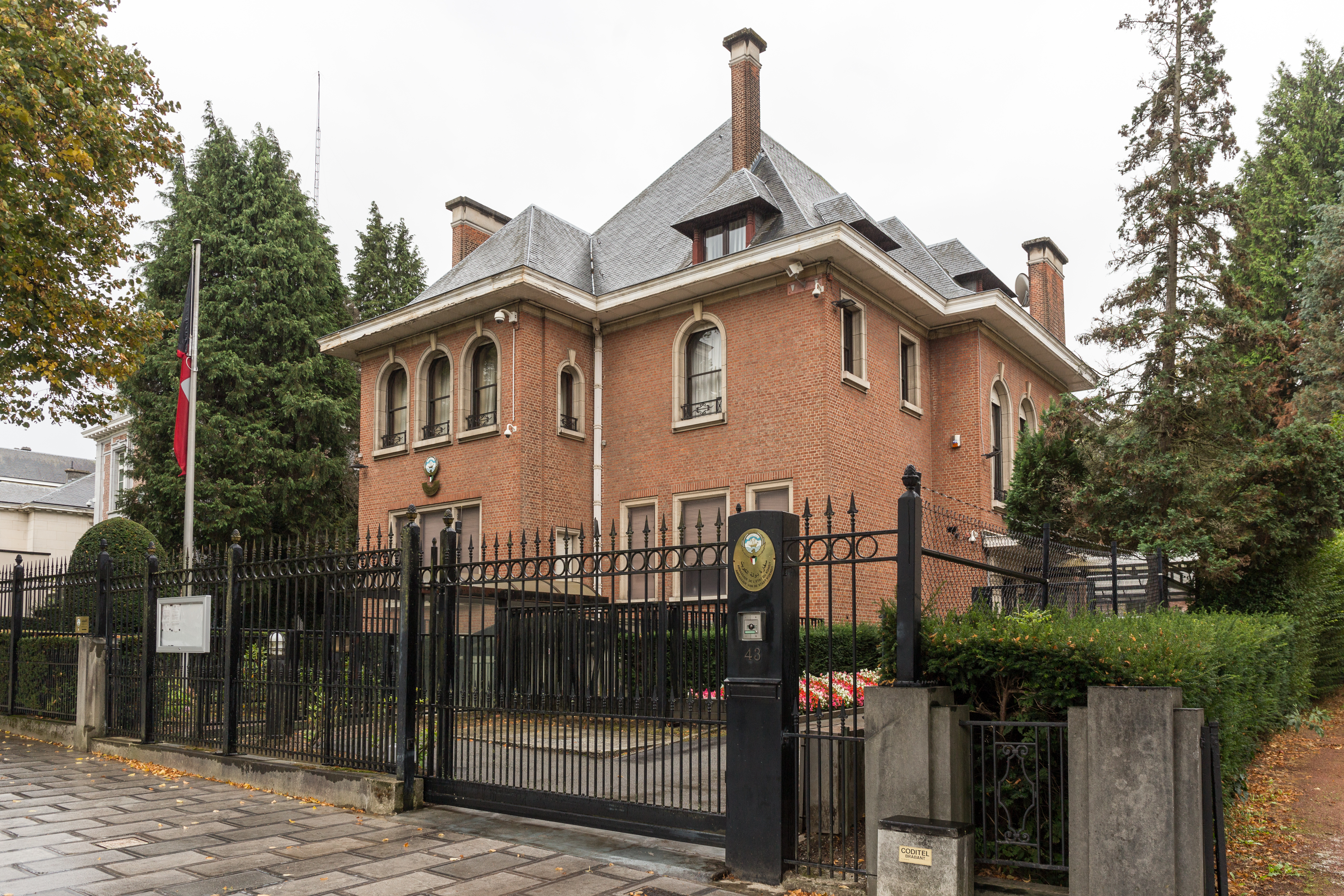
Embajada de Kuwait en Bruselas, Bélgica

Desde la conclusión de la Guerra del Golfo, Kuwait se ha esforzado por conseguir aliados en todo el mundo, especialmente entre los miembros del Consejo de Seguridad de las Naciones Unidas. Además de con Estados Unidos, se han concluido acuerdos de defensa con Rusia, el Reino Unido y Francia. También se han mantenido estrechos lazos con otros miembros árabes clave de la coalición de la Guerra del Golfo: Egipto y Siria.
La política exterior de Kuwait ha estado dominada durante algún tiempo por su dependencia económica del petróleo y el gas natural. Como nación en desarrollo, sus diversas economías son insuficientes para mantenerla de forma independiente. En consecuencia, Kuwait ha dirigido una atención considerable hacia las cuestiones relacionadas con el petróleo o el gas natural. Con el estallido de la guerra contra Irak, Kuwait ha adoptado una postura favorable a Estados Unidos, al haber sido la nación desde la que realmente se lanzó la guerra. Apoyó a la Autoridad Provisional de la Coalición, haciendo especial hincapié en los estrictos controles fronterizos y la adecuada presencia de tropas estadounidenses. Kuwait también mantiene buenas relaciones con Irán.
Kuwait es miembro de la ONU y de algunos de sus organismos especializados y afines, como el Banco Mundial (BIRF), el Fondo Monetario Internacional (FMI), la Organización Mundial del Comercio (OMC), el Acuerdo General sobre Aranceles Aduaneros y Comercio (GATT); Banco Africano de Desarrollo (BAfD), Fondo Árabe para el Desarrollo Económico y Social (FADES), Liga Árabe, Fondo Monetario Árabe (FMA), Consejo de la Unidad Económica Árabe (CAEU), Comisión Económica y Social para Asia Occidental (CESPAO), Grupo de los 77 (G-77), Consejo de Cooperación del Golfo (CCG), INMARSAT, Asociación Internacional de Fomento (AIF), Corporación Financiera Internacional, Fondo Internacional de Desarrollo Agrícola, Organización Internacional del Trabajo (OIT), Organización Marítima Internacional, Interpol, COI, Banco Islámico de Desarrollo (BID), Liga de Sociedades de la Cruz Roja y de la Media Luna Roja (LORCS), Movimiento de Países No Alineados, Organización de Países Árabes Exportadores de Petróleo (OPAEP), Organización de Cooperación Islámica (OCI), Organización de Países Exportadores de Petróleo (OPEP) y Organismo Internacional de Energía Atómica (OIEA).

### Corrupción
La corrupción en Kuwait es un problema que provoca tensiones políticas en la sociedad.
La burocracia de Kuwait puede estar sesgada a favor de las empresas nacionales. El proceso de contratación pública es susceptible de corrupción, hay algunas investigaciones y juicios en curso que implican a funcionarios del gobierno acusados de cometer irregularidades en el proceso de contratación.

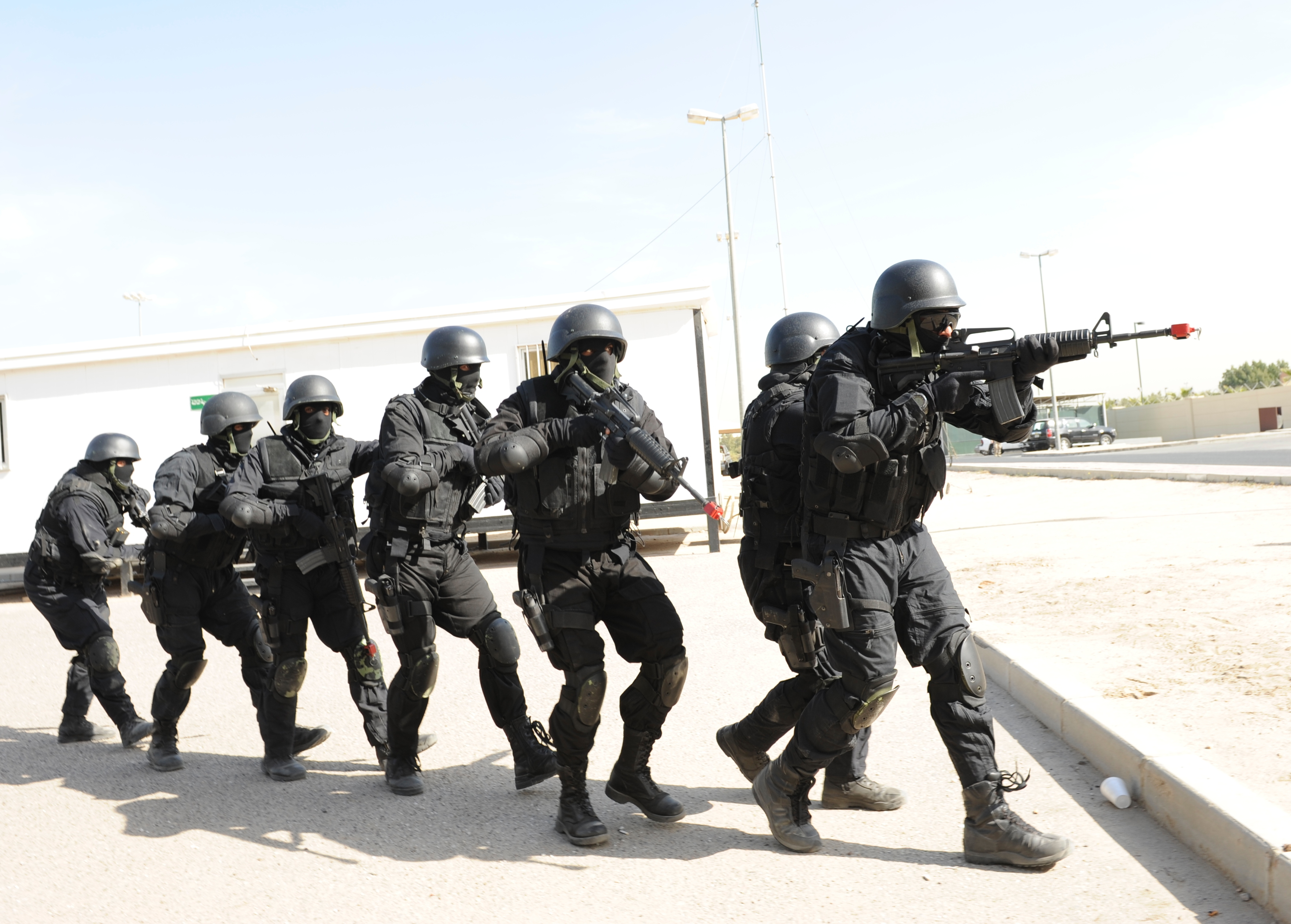
Efectivos de la Guardia Nacional de Kuwait

El Índice de Percepción de la Corrupción 2022 de Transparencia Internacional, que puntuaba a 180 países en una escala de 0 ("muy corrupto") a 100 ("muy limpio"), otorgaba a Kuwait una puntuación de 42 puntos. En comparación, la mejor puntuación fue de 90 (puesto 1), la peor de 12 (puesto 180) y la puntuación media fue de 43.
El gobierno ha intentado reducir la corrupción y aumentar la transparencia en el sector público estableciendo una autoridad anticorrupción independiente y reforzando el marco legal anticorrupción a través de varias iniciativas y esfuerzos.

### Defensa
Las Fuerzas Militares de Kuwait (en árabe: القوات المسلحة الكويتية, romanizado: Al-Quwwat Al-Musallahah Al-Kuwaitiyah) son las fuerzas militares del Estado de Kuwait. Están compuestas por la Fuerza Aérea de Kuwait, el Ejército de Kuwait, la Marina de Kuwait y la Guardia Nacional de Kuwait.Los órganos de gobierno son el Ministerio de Defensa de Kuwait, el Ministerio del Interior de Kuwait, y la Dirección del Servicio de Bomberos de Kuwait.

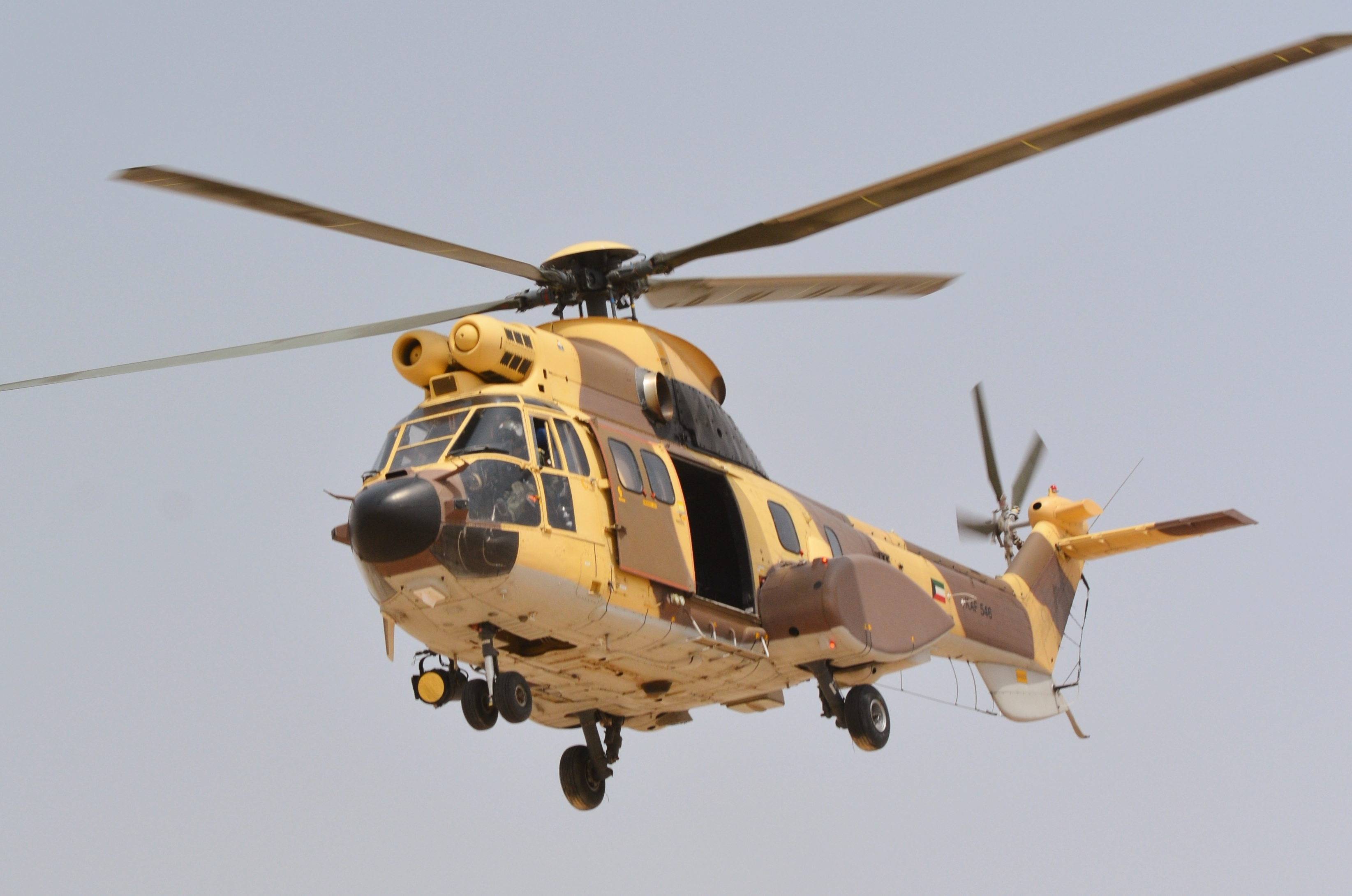
Helicóptero Super Puma de la Fuerza Aérea de Kuwait

El Emir de Kuwait es el comandante en jefe de todas las fuerzas de defensa, mientras que el Príncipe heredero es el comandante adjunto. La primera organización militar estructurada que se ocupó por primera vez de la seguridad y de lo militar tras los compromisos de la infantería y la caballería del Ejército de Kuwait que protegían los tres muros defensivos montados (tercer muro defensivo montado en 1920) de Kuwait antes y después de la Primera Guerra Mundial, fue la Dirección de la Fuerza de Seguridad Pública, formada durante el período de entreguerras y principalmente después de la Segunda Guerra Mundial. 
La Dirección de la Fuerza de Seguridad Pública ya incluía la integración en sociedad del Ejército de Kuwait y la Dirección de Policía como fuerzas independientes tras la formación del primer gabinete el 17 de junio de 1962, después de la independencia. En 1953, el Ejército de Kuwait se separó de la Dirección de la Fuerza de Seguridad Pública; esta última se fusionó con la Dirección de Policía en 1959, dando formación al recién creado Ministerio del Interior de Kuwait. El Ministerio del Interior incluye la Guardia costera de Kuwait y cuenta con varios mandos militares, designados por el protocolo gubernamental como ministros adjuntos subsecretarios, cada uno de los cuales rinde cuentas al ministro del Interior, designado por el protocolo como viceprimer ministro del Estado de Kuwait.

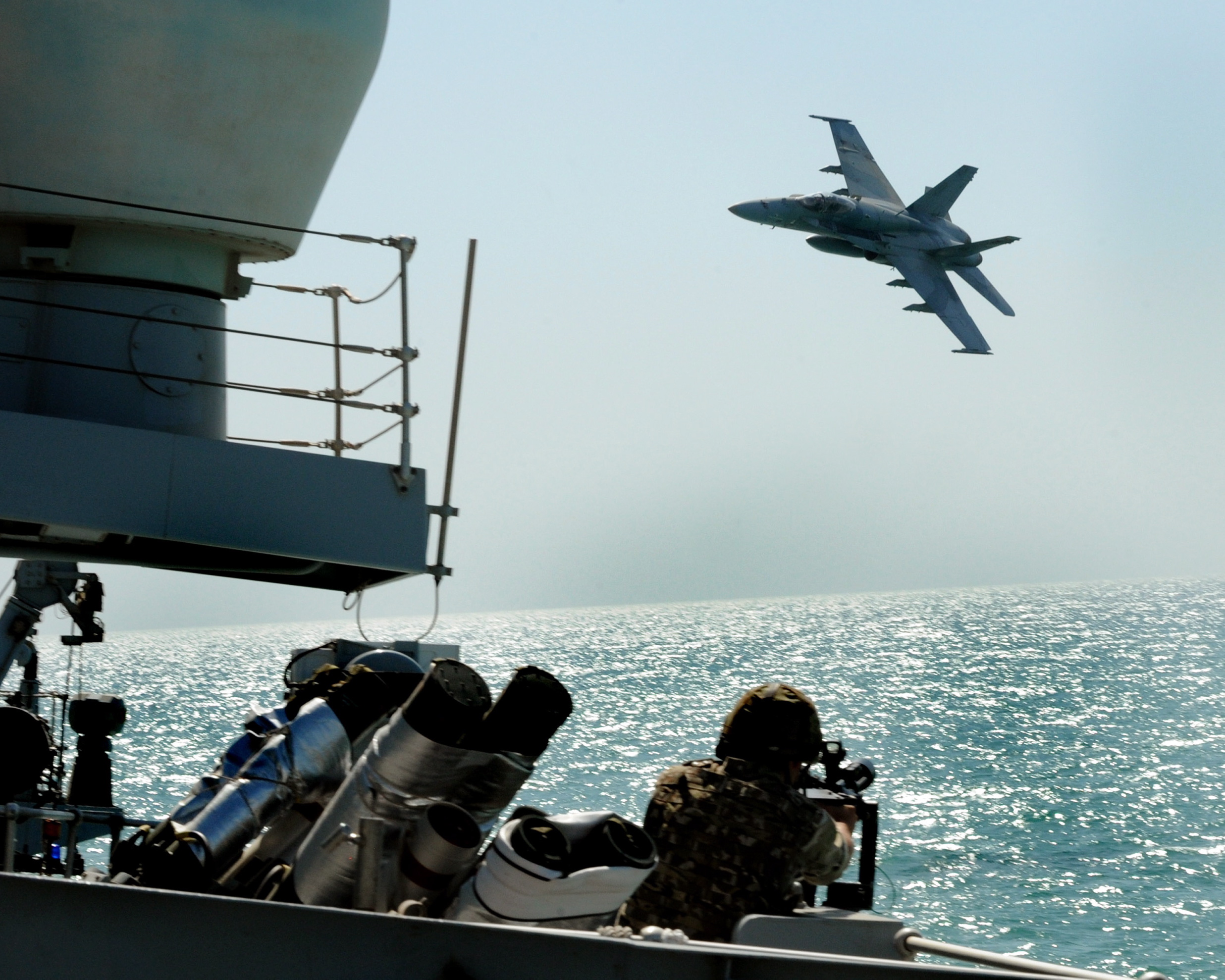
Un F-18 de Kuwait durante un ejercicio militar

Tras escindirse de la Dirección de la Fuerza de Seguridad Pública en 1953, el Ejército de Kuwait actuó como mando de facto de las fuerzas armadas disponibles desde su creación. El Ejército de Kuwait fue creado en 1949, trece años antes que el ministerio y, en parte, en aquel momento estaba compuesto casi en su totalidad por componentes de fuerzas terrestres, creándose la Fuerza aérea de Kuwait en 1953. Con la creación de las Fuerzas Armadas de Kuwait en 1963, el Ministerio de Defensa de Kuwait se convirtió finalmente y es el órgano de gobierno de las Fuerzas Armadas de Kuwait, que incluyen la Fuerza Terrestre de Kuwait, la 25.ª Brigada de Comandos de Kuwait, la Autoridad de la Policía Militar de Kuwait, la Autoridad de la Guardia Emiri de Kuwait, la Fuerza Aérea de Kuwait, la Fuerza Naval de Kuwait, la Dirección del Servicio Militar de Bomberos de Kuwait y otras. Cada fuerza armada, a disposición del respectivo comandante de combate, depende del jefe de Estado Mayor General de las Fuerzas Armadas de Kuwait, quien a su vez depende del ministro de Defensa, designado también por protocolo como Vice primer ministro del Estado de Kuwait.
La Guardia Nacional de Kuwait, sin embargo, es una institución de combate independiente de los Ministerios de Defensa e Interior y actúa de forma autónoma bajo la dirección, discreción y disposición de los respectivos mandos, apoyando a las Fuerzas Armadas del Estado de Kuwait en lo que sea necesario y requerido. La Dirección del Servicio de Bomberos de Kuwait, es también un cuerpo público independiente de extinción de incendios con grados y distintivos militares.

### Derechos humanos
En materia de derechos humanos, respecto a la pertenencia a los siete organismos de la Carta Internacional de Derechos Humanos, que incluyen al Comité de Derechos Humanos (HRC), Kuwait ha firmado o ratificado:
| Kuwait | Tratados internacionales | Tratados internacionales | Tratados internacionales | Tratados internacionales  | Tratados internacionales  | Tratados internacionales | Tratados internacionales | Tratados internacionales | Tratados internacionales  | Tratados internacionales | Tratados internacionales | Tratados internacionales | Tratados internacionales  | Tratados internacionales  | Tratados internacionales | Tratados internacionales  | Tratados internacionales  | Tratados internacionales |
| --- | --- | ------------------------ | --- | ------------------------- | ------------------------- | --- | ------------------------ | --- | ------------------------- | --- | ------------------------ | ------------------------ | ------------------------- | ------------------------- | ------------------------ | ------------------------- | ------------------------- | ------------------------ |
| Kuwait | CESCR | CESCR                    | CCPR | CCPR                      | CCPR                      | CERD | CED                      | CEDAW | CEDAW                     | CAT | CAT                      | CRC                      | CRC                       | CRC                       | CRC                      | MWC                       | CRPD                      | CRPD                     |
| Kuwait | CESCR | CESCR-OP                 | CCPR | CCPR-OP1                  | CCPR-OP2-DP               | CERD | CED                      | CEDAW | CEDAW-OP                  | CAT | CAT-OP                   | CRC                      | CRC-OP-AC                 | CRC-OP-SC                 | CRC-OP-CP                | MWC                       | CRPD                      | CRPD-OP                  |
| Pertenencia | Kuwait ha reconocido la competencia de recibir y procesar comunicaciones individuales por parte de los órganos competentes. | Sin información.         | Kuwait ha reconocido la competencia de recibir y procesar comunicaciones individuales por parte de los órganos competentes. | Ni firmado ni ratificado. | Ni firmado ni ratificado. | Kuwait ha reconocido la competencia de recibir y procesar comunicaciones individuales por parte de los órganos competentes. | Sin información.         | Kuwait ha reconocido la competencia de recibir y procesar comunicaciones individuales por parte de los órganos competentes. | Ni firmado ni ratificado. | Kuwait ha reconocido la competencia de recibir y procesar comunicaciones individuales por parte de los órganos competentes. | Sin información.         | Firmado y ratificado.    | Ni firmado ni ratificado. | Ni firmado ni ratificado. | Sin información.         | Ni firmado ni ratificado. | Ni firmado ni ratificado. | Sin información.         |
| Firmado y ratificado, firmado, pero no ratificado, ni firmado ni ratificado, sin información, ha accedido a firmar y ratificar el órgano en cuestión, pero también reconoce la competencia de recibir y procesar comunicaciones individuales por parte de los órganos competentes. | |                          | |                           |                           | |                          | |                           | |                          |                          |                           |                           |                          |                           |                           |                          |

## Organización político-administrativa

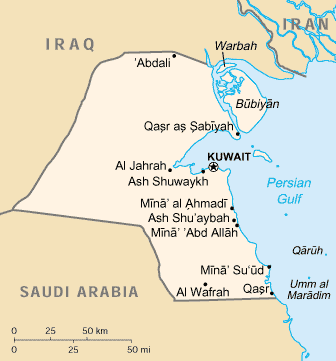
Mapa de Kuwait.

Kuwait está dividida en 6 gobernaciones (árabe: muħafazat, singular - muħafadhah).
- Capital (āl-’Āṣimah)
- Ahmadí (āl-Āħmadī)
- Farwaniya (āl-Farwānīya)
- Hawalli (Ħawallī)
- Mubárak el Grande (Mubārak āl-Kabīr)
- Yahra (āl-Jahrā’)

Las mayores ciudades son la capital Kuwait y Yahra (a unos 30 minutos en coche al noroeste de la capital). Las principales áreas residenciales y administrativas son Salmiya y Hawalli. La principal área industrial es Shuwaikh, que se encuentra dentro de la provincia de Al Asimah.

División administrativa de Kuwait

Tras la independencia del país, el emir dividió al mismo en tres gobernaciones, la de la capital, la de Hawalli y la de Ahmadí, añadiéndose en 1979 la gobernación de Yahra. En 1988 se añade una quinta gobernación, la de Farwaniya, mientras que la última, la de Mubárak El Grande fue añadida por decreto del Emir en el año 1999.
La gobernación de mayor tamaño es la de Yahra con 11.230 kilómetros cuadraros, ocupando el 63,02% de la superficie del país, mientras que la más pequeña es la de Hawalli que ocupa solo el 0,46% de la superficie de Kuwait.
En términos de población, la Gobernación de Farwaniya es la más poblada con 1 245 000 habitantes (2019), mientras que la menos poblada es la de Mubárak el Grande con 254 999 habitantes. Según la densidad de población, la más densamente poblada es la de Hawalli, mientras que la de Yahra es la que cuenta con una densidad de población menor. La de Ahmadí es la que cuenta con una densidad de población más alta para los ciudadanos kuwaitíes.
Las gobernaciones se encuentran divididas en áreas, habiendo un total de 132 áreas, siendo la gobernación de Ahmadí la que cuenta con un mayor número (33 áreas).

## Geografía

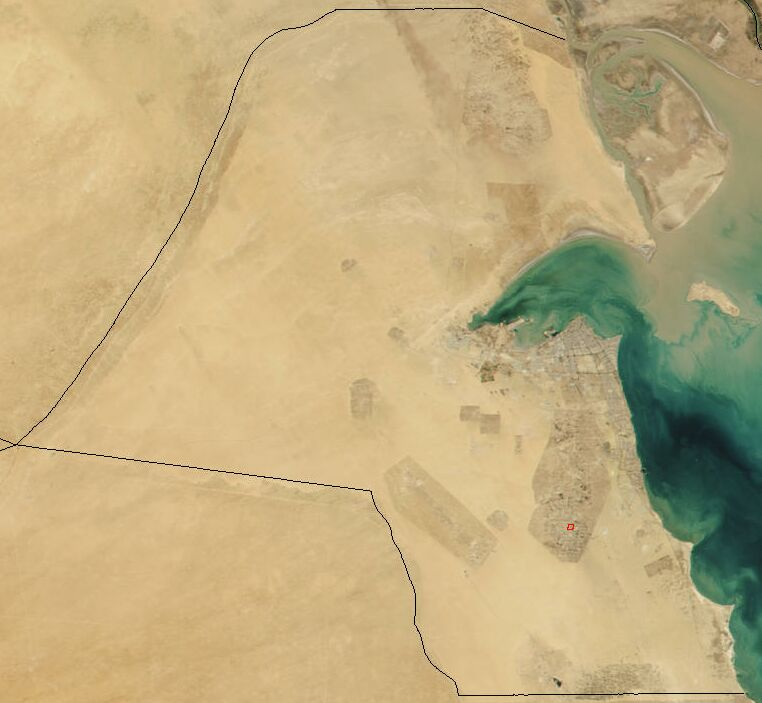
Kuwait desde el espacio.

Kuwait está formado principalmente por desiertos, con pequeñas diferencias de altitud. Es uno de los pocos países del mundo sin lagos o reservas de agua naturales.
Posee nueve islas, siendo la mayor Bubiyan, que está unida al continente por un puente de cemento. Tras la liberación en 1991, la isla se convirtió en una base militar y actualmente no se permite la entrada de civiles. Las islas son Auhah, Bubiyan, Failaka, Kubbar, Miskan, Qaruh, Umm al Maradim, Umm an Namil y Warbah.

### Clima

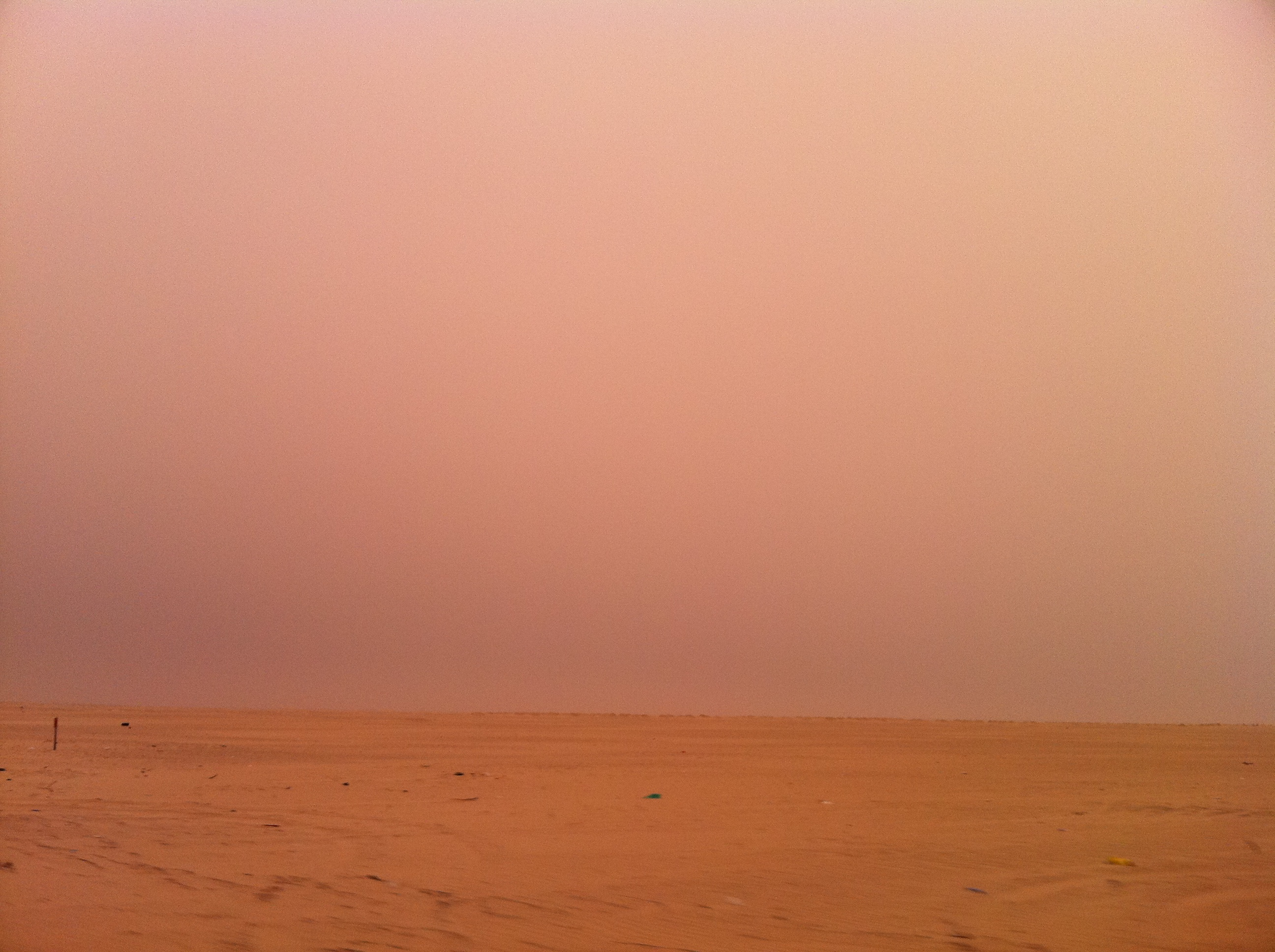
El desierto de Kuwait durante una tormenta de arena.

El clima es continental variable. Los veranos (de abril a octubre) son extremadamente calientes y secos, con temperaturas superiores a los 50 °C en la ciudad de Kuwait. Los inviernos (de noviembre a febrero) son frescos, con precipitaciones escasas y temperaturas por debajo de los 21 °C. La primavera es cálida y agradable.
Debido a la proximidad de Kuwait con Irak e Irán, la estación invernal en Kuwait es más fría que en otros países costeros de la región (especialmente EAU, Catar y Baréin) Kuwait también es menos húmedo que otros países costeros de la región. La primavera, en marzo, es cálida, con tormentas ocasionales. Los frecuentes vientos del noroeste son fríos en invierno y cálidos en verano. Entre julio y octubre soplan vientos húmedos del sureste. Los vientos cálidos y secos del sur predominan en primavera y principios de verano. El shamal, viento del noroeste frecuente en junio y julio, provoca dramáticas tormentas de arena. Los veranos en Kuwait son de los más calurosos del planeta. La temperatura más alta registrada fue de 54 °C (129 °F) en Mitribah el 21 de julio de 2016, que es la temperatura más alta registrada en Asia.

Kuwait emite una gran cantidad de dióxido de carbono por persona en comparación con la mayoría de los demás países. En los últimos años, Kuwait ha sido clasificado regularmente entre los países más altos del mundo en términos de emisiones de CO2 per cápita.
| Parámetros climáticos promedio de Ciudad de Kuwait          | Parámetros climáticos promedio de Ciudad de Kuwait | Parámetros climáticos promedio de Ciudad de Kuwait | Parámetros climáticos promedio de Ciudad de Kuwait | Parámetros climáticos promedio de Ciudad de Kuwait | Parámetros climáticos promedio de Ciudad de Kuwait | Parámetros climáticos promedio de Ciudad de Kuwait | Parámetros climáticos promedio de Ciudad de Kuwait | Parámetros climáticos promedio de Ciudad de Kuwait | Parámetros climáticos promedio de Ciudad de Kuwait | Parámetros climáticos promedio de Ciudad de Kuwait | Parámetros climáticos promedio de Ciudad de Kuwait | Parámetros climáticos promedio de Ciudad de Kuwait | Parámetros climáticos promedio de Ciudad de Kuwait |
| Mes                                                         | Ene.                                               | Feb.                                               | Mar.                                               | Abr.                                               | May.                                               | Jun.                                               | Jul.                                               | Ago.                                               | Sep.                                               | Oct.                                               | Nov.                                               | Dic.                                               | Anual                                              |
| ----------------------------------------------------------- | -------------------------------------------------- | -------------------------------------------------- | -------------------------------------------------- | -------------------------------------------------- | -------------------------------------------------- | -------------------------------------------------- | -------------------------------------------------- | -------------------------------------------------- | -------------------------------------------------- | -------------------------------------------------- | -------------------------------------------------- | -------------------------------------------------- | -------------------------------------------------- |
| Temp. máx. media (°C)                                       | 19.5                                               | 21.8                                               | 26.9                                               | 33.9                                               | 40.9                                               | 45.5                                               | 46.7                                               | 46.9                                               | 43.7                                               | 36.6                                               | 27.8                                               | 21.9                                               | 34.3                                               |
| Temp. media (°C)                                            | 12.8                                               | 15.0                                               | 19.5                                               | 25.8                                               | 32.5                                               | 36.9                                               | 38.7                                               | 37.9                                               | 34.2                                               | 28.1                                               | 20.3                                               | 14.6                                               | 26.4                                               |
| Temp. mín. media (°C)                                       | 8.5                                                | 10.0                                               | 14.0                                               | 19.5                                               | 25.4                                               | 28.9                                               | 30.7                                               | 29.5                                               | 26.2                                               | 21.5                                               | 14.5                                               | 9.9                                                | 19.9                                               |
| Lluvias (mm)                                                | 30.2                                               | 10.5                                               | 18.2                                               | 11.5                                               | 0.4                                                | 0.0                                                | 0.0                                                | 0.0                                                | 0.0                                                | 1.4                                                | 18.5                                               | 25.5                                               | 116.2                                              |
| Horas de sol                                                | 198.1                                              | 222.5                                              | 217.6                                              | 229.3                                              | 272.5                                              | 304.5                                              | 307.1                                              | 301.6                                              | 285.1                                              | 252.2                                              | 216.5                                              | 193.5                                              | 3000.5                                             |
| Fuente n.º 1: World Meteorological Organization (1994–2008) |                                                    |                                                    |                                                    |                                                    |                                                    |                                                    |                                                    |                                                    |                                                    |                                                    |                                                    |                                                    |                                                    |
| Fuente n.º 2: NOAA (1961–1990)                              |                                                    |                                                    |                                                    |                                                    |                                                    |                                                    |                                                    |                                                    |                                                    |                                                    |                                                    |                                                    |                                                    |

### Biodiversidad
La biodiversidad de Kuwait está sometida a graves tensiones debido a factores naturales y antropogénicos. La región también está amenazada física y biológicamente por los fenómenos de calentamiento global. Unas condiciones climáticas más severas y duras provocarán un aumento de la formación de dunas, la invasión de arena y tormentas de polvo extremas. En 2008, Kuwait registró el peor verano desde 1991, con un aumento de la intensidad y la frecuencia de las tormentas de polvo. La sequía provocará una mayor demanda de agua para el consumo local y el riego.
El aumento de la temperatura del agua del mar afectaría al periodo de desove de peces y camarones y provocaría la migración de los peces a otras zonas más adecuadas. Esto causaría un grave impacto en la industria pesquera de Kuwait y de la región. Las pérdidas en la cubierta vegetal se deben a la invasión de arena o a periodos de lluvias erráticos que pueden provocar escorrentías e inundaciones. 
Aun se realizan estudios para comprobar el impacto a largo plazo del cambio climático en la biodiversidad de Kuwait. Se cree que será necesario desarrollar un plan estratégico de mitigación y adaptación al cambio climático en Kuwait, incluyendo investigación para la identificación de especies vulnerables, recopilación de datos de población sobre el terreno, realización de investigaciones sobre modelos para fundamentar los programas de conservación; seguimiento de especies clave; conservación ex situ utilizando colecciones vivas y garantizando la representación en la colección de conservación; conservación in situ y aumento de las zonas protegidas; programas de educación y concienciación pública; creación de redes; y puesta en común de conocimientos.

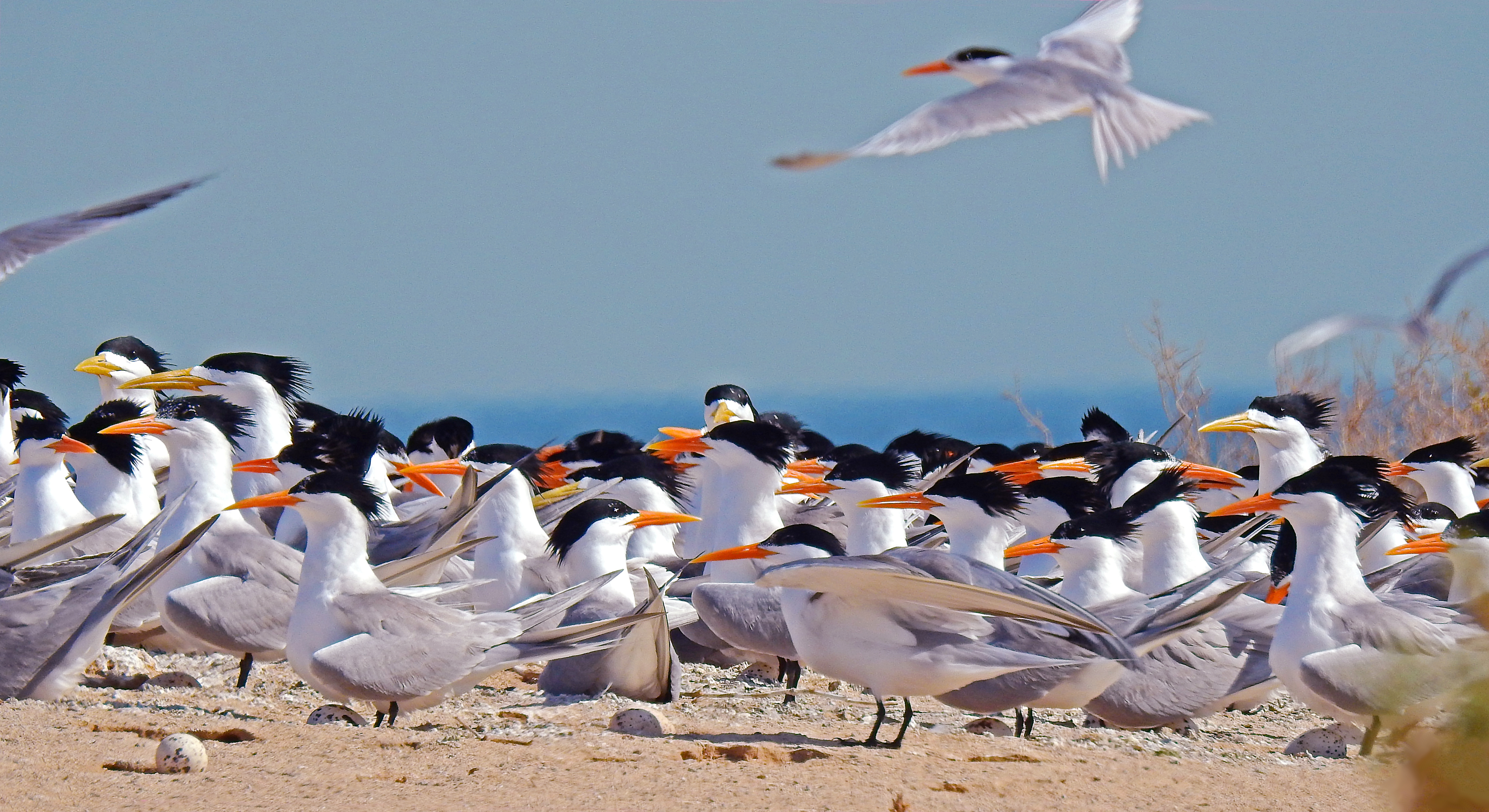
Aves en la isla de Kubbar en Kuwait

### Flora y fauna
Dentro del bioma de desierto que ocupa todo el territorio de Kuwait, WWF distingue dos ecorregiones: el desierto y monte xerófilo de Arabia y el Sinaí en el extremo oeste, y el desierto y semidesierto del golfo Pérsico en todo el resto del país.
En Kuwait se han registrado más de 400 especies de plantas silvestres. El arfaj es la flor nacional de Kuwait. Las plantas del desierto suelen ser gramíneas gruesas y arbustos resistentes a la sal, de porte bajo y a menudo espinosos; una de las más comunes es el Rhanterium epapposum, conocido localmente como arfaj, que sirve de forraje a camellos y ovejas. 

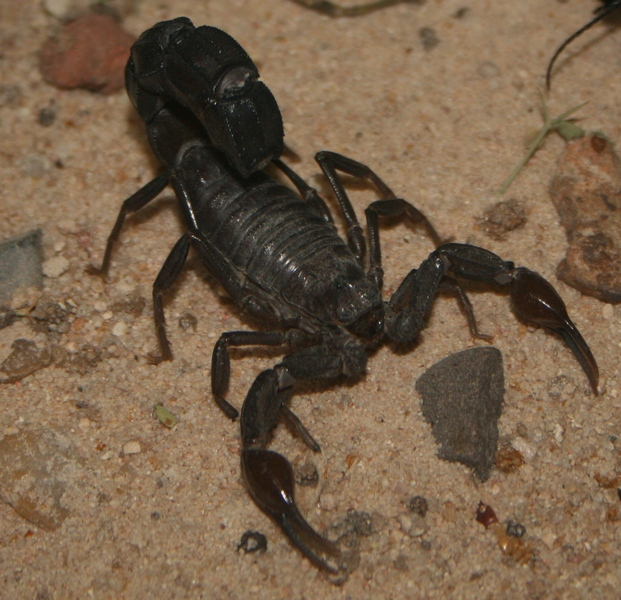
Un escorpión en Kuwait

Tras las lluvias, las plantas anuales brotan de semillas que pueden haber permanecido latentes durante años. Las flores que producen son a menudo azules o púrpuras y, en cuanto la semilla se deposita, las plantas se marchitan y mueren. Alrededor de dos tercios de las especies vegetales son anuales, con un número menor de plantas perennes, arbustos y subarbustos. 
La flora autóctona se encuentra en la transición entre la vegetación semidesértica y la desértica y es importante para estudiar el impacto humano en los hábitats semidesérticos. Las secuelas de la guerra del Golfo y la inundación de gran parte de la tierra con residuos de hidrocarburos han causado daños considerables en la estructura del suelo y cambios considerables en el medio ambiente. Se han plantado palmeras datileras en los oasis y cerca de la costa, y en las marismas cercanas a la bahía de Kuwait crecen manglares y pastos marinos, cuyas raíces ayudan a estabilizar la línea de costa.
En la actualidad, se han registrado 442 especies de aves en Kuwait, 18 de las cuales se reproducen en el país. Kuwait está situado en la encrucijada de varias rutas importantes de migración de aves y cada año pasan entre dos y tres millones de aves. Las marismas del norte de Kuwait y Jahra han adquirido una importancia creciente como refugio para las aves migratorias de paso. Las islas kuwaitíes son importantes zonas de reproducción para cuatro especies de charrán y el cormorán socotra.

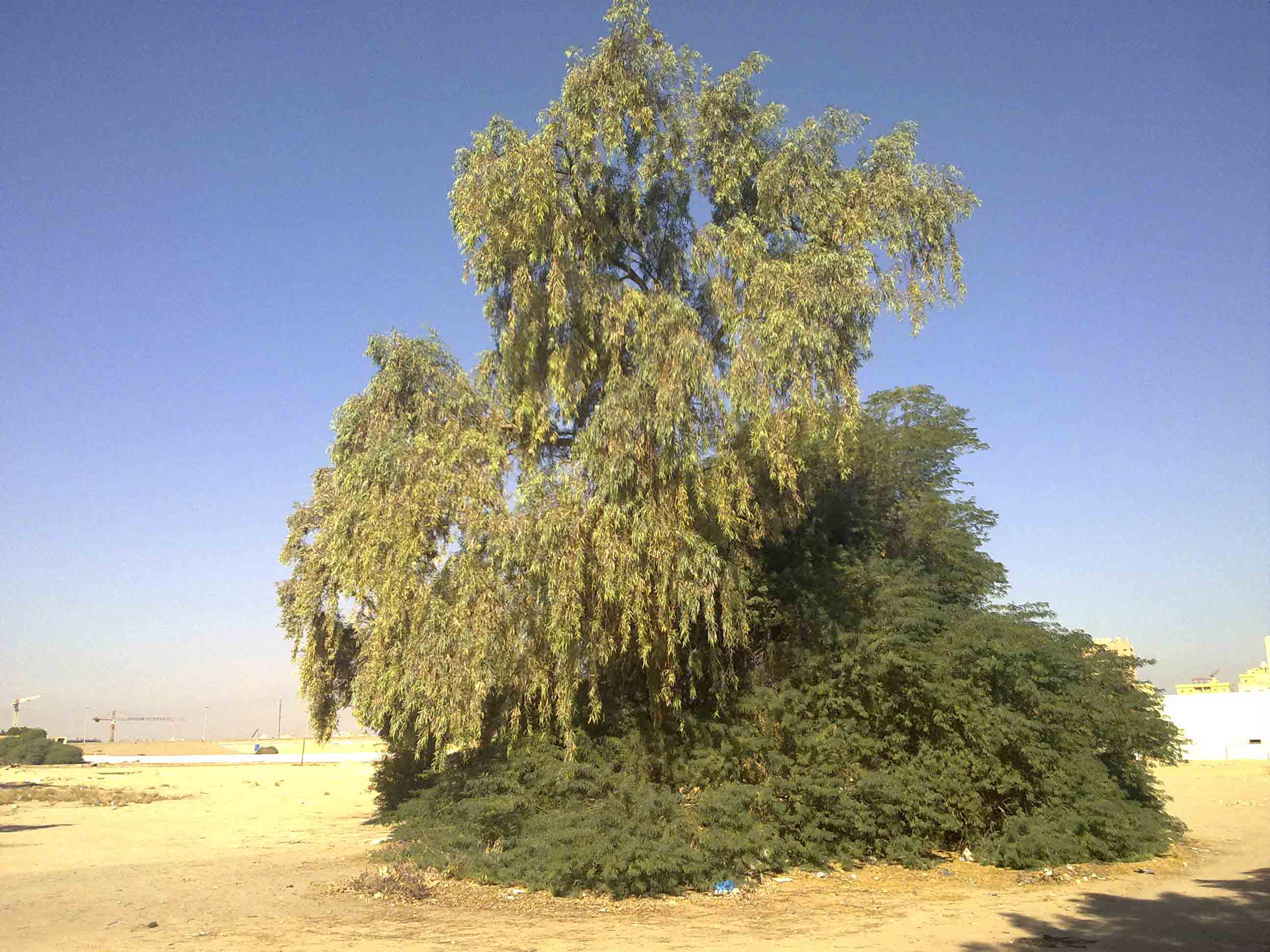
Arbustos en el Desierto en Kuwait

El sitio Ramsar de la Reserva de Mubarak Al-Kabeer, en la isla de Boubyan, está formado por lagunas y marismas y recibe anualmente la visita de aves de humedales que migran de Eurasia a África, y otras que viajan de Turquía a la India. Otras aves viven y se reproducen en estos humedales durante todo el año, entre ellas la mayor colonia reproductora del mundo de chorlitejos cangrejeros. Entre las aves residentes, la más común es la alondra del desierto, y en el interior se pueden ver el cernícalo vulgar y el águila culebrera cazando sobre el desierto.
Lejos de la costa, el calor abrasador y la ausencia de agua superficial obligan a los animales a tener adaptaciones y comportamientos especiales para sobrevivir. Kuwait sólo tiene una especie de anfibio, el sapo variable (Bufotes variabilis), y cuenta con unas 38 especies de reptiles. Entre ellos, la boa de arena árabe, la cobra negra del desierto, el lagarto monitor y varios lagartos de cola espinosa (Uromastyx spp). Muchos de ellos pasan el calor del día en madrigueras y salen por la noche para alimentarse. El geco de ojos de rana (Teratoscincus scincus) hace lo mismo, excavando hasta 1,2 m (4 pies) bajo la superficie entre las dunas de las llanuras costeras, donde permanece fresco y húmedo.

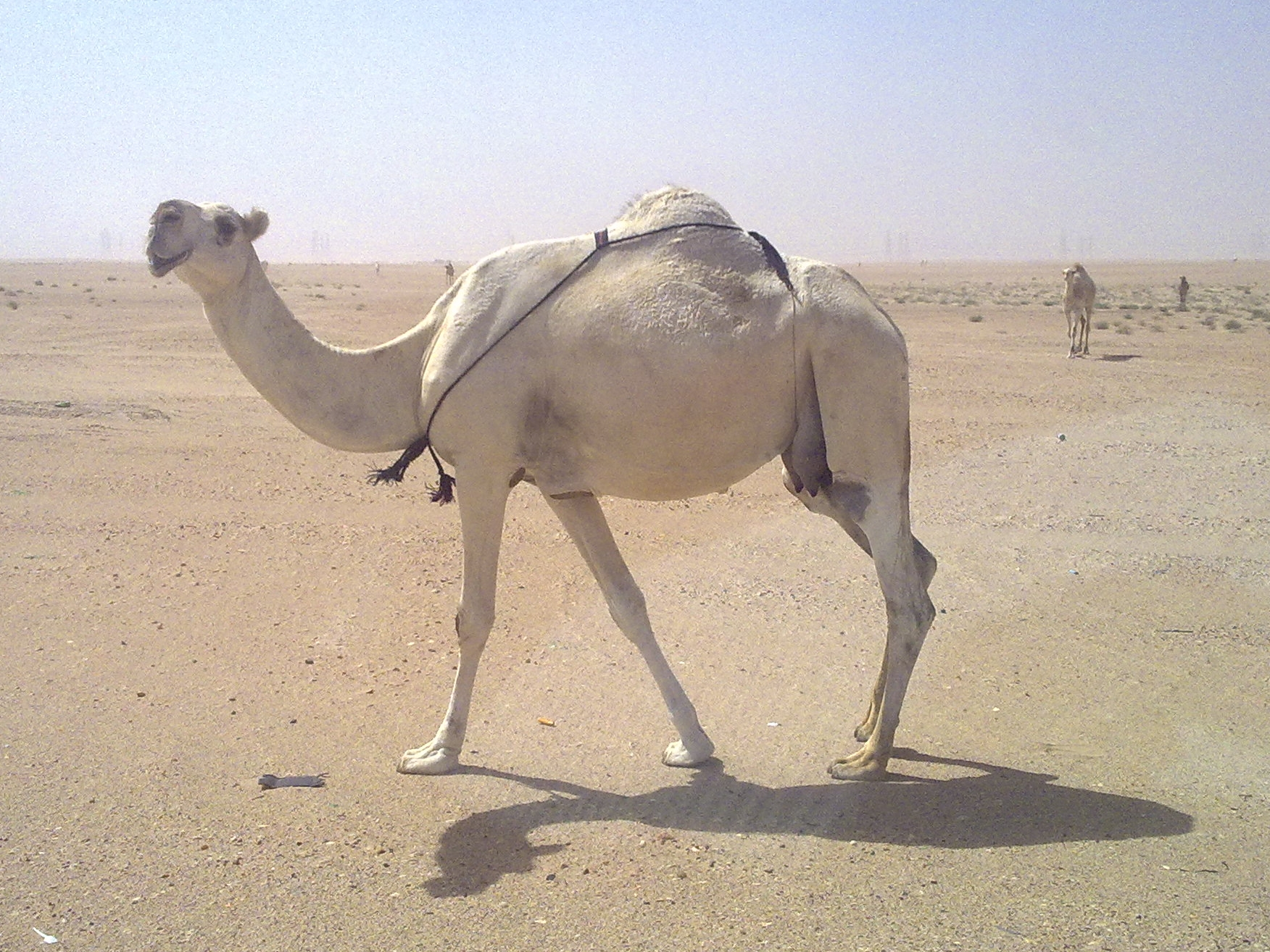
Camello Blanco en Kuwait

Se han registrado unas 28 especies de mamíferos en el país, entre ellos varios pequeños roedores del desierto, el erizo del desierto, el gato montés africano, el gato de arena árabe, el caracal, la mangosta gris india, la hiena rayada, el chacal dorado, el zorro fennec, el tejón de la miel, la gacela saudí, la gacela goitered, el oryx árabe, el dromedario y dos especies de murciélagos. En aguas kuwaitíes del Golfo Pérsico se ha registrado la presencia del dugongo, así como de la ballena de Bryde, la ballena azul pigmea, la ballena jorobada, la marsopa sin aleta, el delfín jorobado del Indo-Pacífico y el delfín de Risso.
Abundan los escorpiones y los escarabajos peloteros, y en los humedales y marismas que rodean la bahía de Kuwait y las islas hay cangrejos y salpas, numerosas especies de peces, aves acuáticas, gaviotas, flamencos y dugongos.

### Geología
La geología de Kuwait incluye secuencias sedimentarias del Mesozoico y el Cenozoico extremadamente gruesas y portadoras de petróleo y gas. Kuwait es un país de Asia occidental, situado en el extremo norte de Arabia oriental, en la punta del Golfo Pérsico.

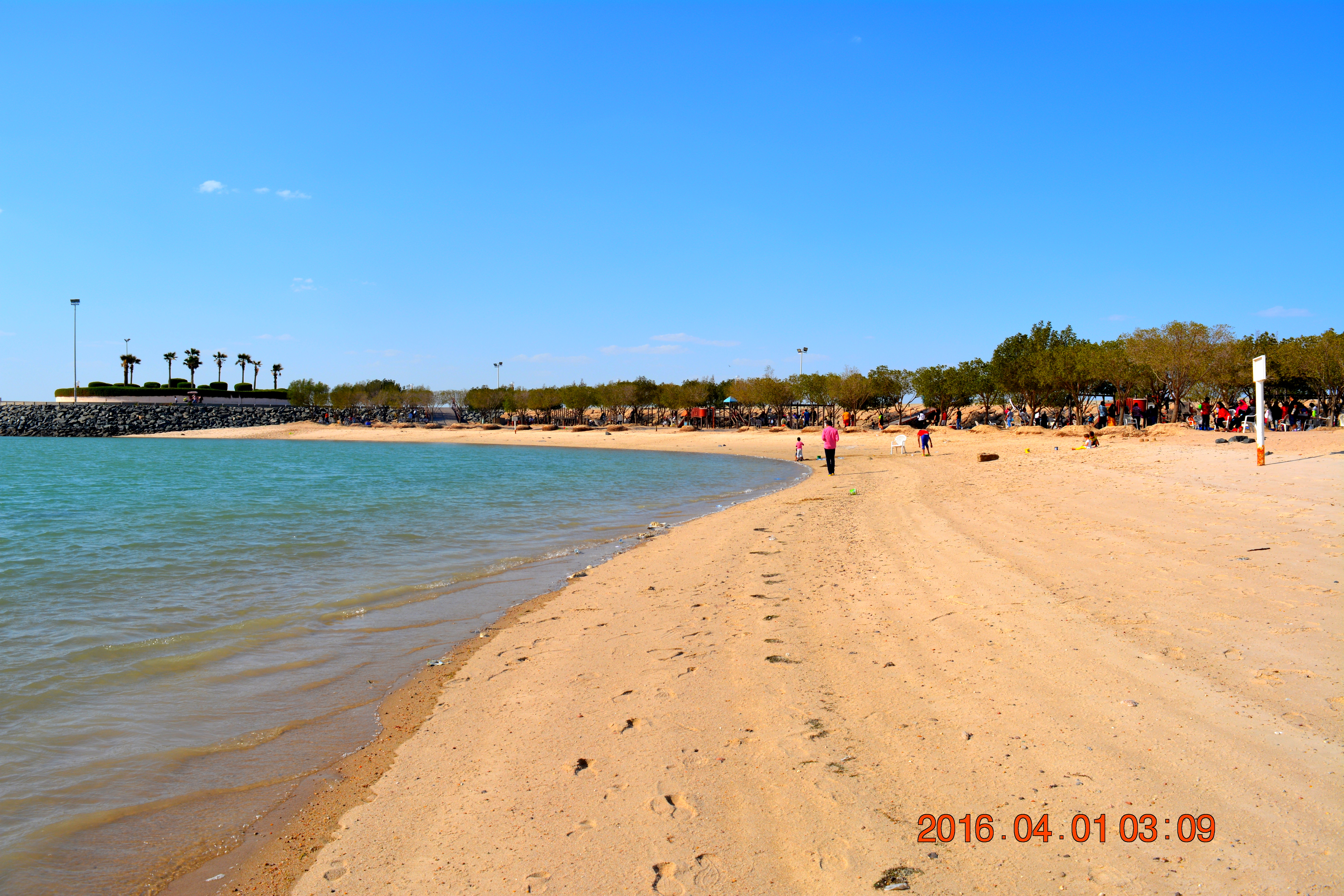
Playa de la Isla Verde en Kuwait

Las rocas cristalinas más antiguas del subsuelo de Kuwait son poco conocidas debido al espesor de las rocas sedimentarias suprayacentes. A principios de los años sesenta, un pozo de 13.853 pies de profundidad en el yacimiento petrolífero de Burgan sólo alcanzó rocas del Triásico, como arcilla, marga, caliza, esquisto y anhidrita. Estas rocas están recubiertas por rocas jurásicas de 1.500 metros, principalmente caliza, pero con 1.300 metros de anhidrita, probablemente relacionada con la anhidrita de Hith. Las rocas cretácicas tienen hasta 6000 pies de espesor en el sureste o 10.000 pies en el noroeste, predominantemente caliza, esquisto y arenisca pertenecientes a la Formación Zubair y la Formación Burgan.
Las rocas cenozoicas más cercanas a la superficie están bien estudiadas. Las rocas de 3500 a 2500 pies de espesor datan del Paleoceno y el Eoceno, con predominio de caliza y evaporita de la Formación Rus. El Grupo Kuwait aflora en el sureste con arenisca arcillosa. Wara y Burgan tienen colinas coronadas con arenisca meteorizada y chert. De hecho, la caliza de chert tiene hasta 60 cm de espesor en la colina de Gurain. En conjunto, estas rocas se formaron durante el Plioceno, el Mioceno y el Pleistoceno.
La Formación Ghar es identificable en la escarpa de Jal-Az-Zor con lechos de arenisca de grano grueso o guijarros y arcilla verde del Oligoceno y Mioceno.
El país cuenta con extensos depósitos cuaternarios, como arenas de playa soldadas con carbonato cálcico, marismas deltaicas y mareales en la isla de Bubiyan y en el noreste, así como arenas arrastradas por el viento. La Formación Dibdibba, del Mioceno al Pleistoceno, se superpone a la Formación Fars Inferior, portadora de fósiles, con lechos de arcilla arenosa con yeso y gravas ígneas y metamórficas gruesas.

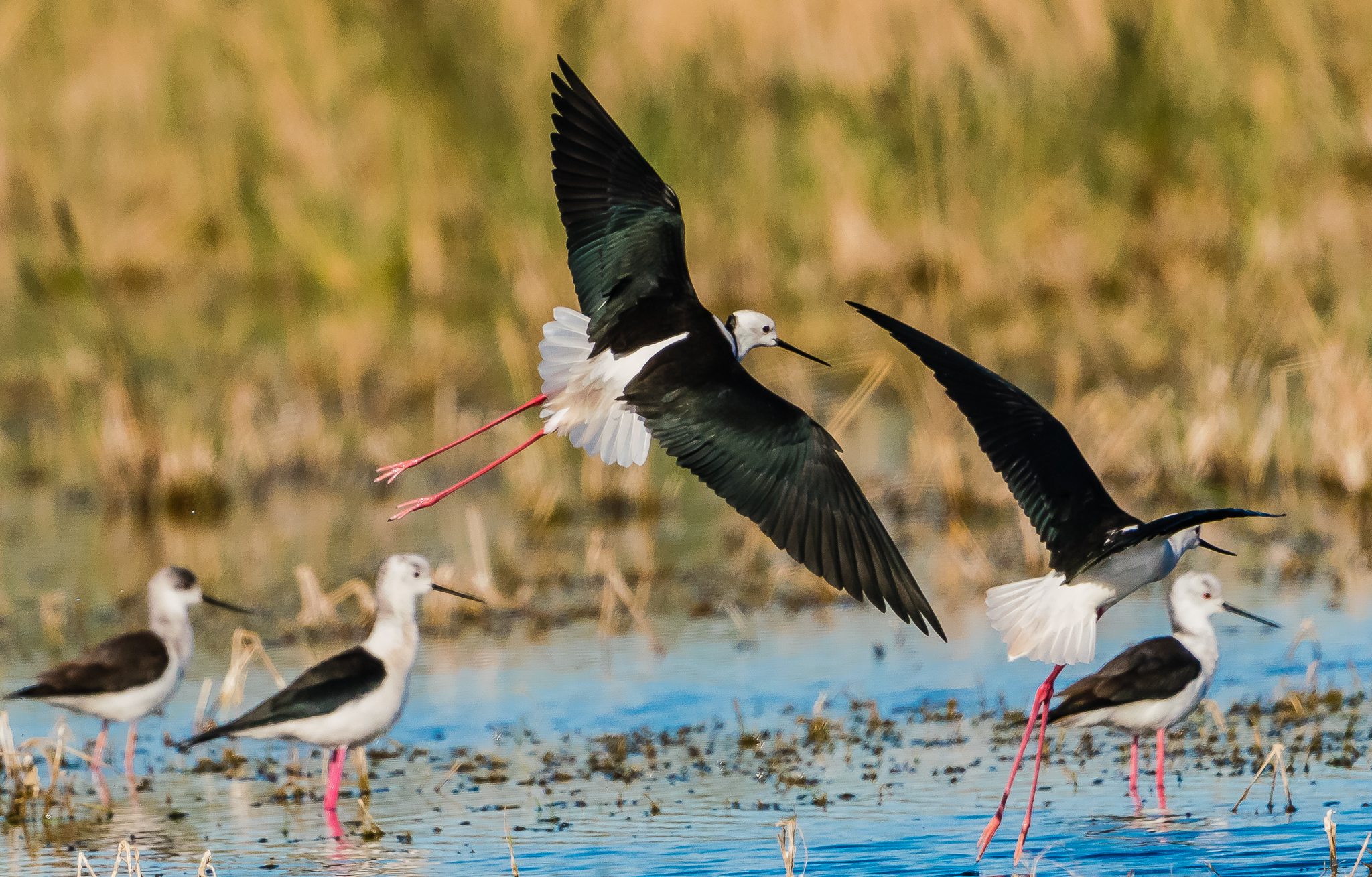
La cigüeñuela común (Himantopus himantopus) en aguas de Kuwait

### Agua y pantanos
Kuwait forma parte de la cuenca del sistema fluvial Tigris-Éufrates. Varias confluencias del Tigris-Éufrates forman parte de la frontera entre Kuwait e Irak. La isla de Bubiyan forma parte del delta del Shatt al-Arab. Kuwait forma parte parcialmente de las Marismas de Mesopotamia. Kuwait no tiene actualmente ningún río permanente en su territorio. Sin embargo, Kuwait tiene varios uadis, el más notable de los cuales es Wadi al-Batin, que forma la frontera entre Kuwait e Irak. Kuwait también tiene varios canales marinos parecidos a ríos alrededor de la isla de Bubiyan, entre los que destaca Khawr Abd Allah, que ahora es un estuario, pero que una vez fue el punto donde el Shatt al-Arab desembocaba en el Golfo Pérsico. Khawr Abd Allah se encuentra en el sur de Irak y el norte de Kuwait; la frontera entre Irak y Kuwait divide la parte inferior del estuario, pero junto al puerto de Umm Qasr el estuario se vuelve totalmente iraquí. Forma la costa noreste de la isla de Bubiyan y la costa norte de la isla de Warbah.
Kuwait depende de la desalinización del agua como fuente principal de agua dulce para uso potable y doméstico. En la actualidad hay más de seis plantas desalinizadoras. Kuwait fue el primer país del mundo en utilizar la desalinización para suministrar agua para uso doméstico a gran escala. La historia de la desalinización en Kuwait se remonta a 1951, cuando se puso en marcha la primera planta de destilación.
Los recursos de agua dulce de Kuwait se limitan a las aguas subterráneas, el agua de mar desalinizada y los efluentes de aguas residuales tratadas. Existen tres grandes plantas municipales de tratamiento de aguas residuales. Actualmente, la mayor parte de la demanda de agua se satisface a través de plantas desalinizadoras de agua de mar. La eliminación de aguas residuales se realiza a través de una red nacional de alcantarillado que cubre el 98% de las instalaciones del país.

### Cuestiones medioambientales
Situado en Oriente Medio, Kuwait es un país relativamente pequeño que ha sido el centro de muchos problemas políticos y económicos en las últimas décadas. Como consecuencia de estas tensiones, Kuwait, al igual que otros países de la región, como Irán, Irak y Catar, se enfrenta a amenazas derivadas de problemas medioambientales. La pérdida de la agricultura debido al cambio climático, la contaminación provocada por la industria petrolera del país y los incendios petrolíferos de 1991, así como los daños a la agricultura y la biodiversidad son algunos de los problemas medioambientales más comunes. El gobierno kuwaití ha trabajado para mitigar y adaptarse a estos problemas mediante políticas y la creación de agencias para investigar, educar e informar sobre los problemas medioambientales, sus fuentes y sus efectos.
Estos problemas medioambientales han afectado a Kuwait de forma individual y también han afectado al país de forma coordinada. A la luz de la guerra del Golfo, el gobierno kuwaití, recuperándose de la destrucción medioambiental y económica, llevó a cabo una investigación para aprender más sobre estos problemas medioambientales, incluyendo sus fuentes, efectos y posibilidades de interconexión. Un consejo de investigadores kuwaitíes no sólo determinó que los Incendios Petrolíferos de 1991 provocaron un aumento significativo de la contaminación atmosférica agregada, sino que también mataron especies de animales y contaminaron el suelo y las fuentes de agua, lo que tiene implicaciones de larga duración. Los mismos investigadores determinaron que las políticas para revertir estos daños tienen una eficacia y viabilidad limitadas, dada la falta de tecnología para limpiar las fuentes de aire y agua, así como la permanencia de la extinción de especies y ciertos tipos de contaminación.
Kuwait, en lugar de dedicar tiempo y dinero a limpiar su medio ambiente y ecosistemas agotados, se centró en reconstruir su economía subvencionando los costes de producción de las empresas petroleras, así como recortando los costes de importación de los países compradores de petróleo. Esta dependencia de la extracción y exportación de petróleo agravó una serie de problemas medioambientales, como la contaminación y el cambio climático. Durante la Convención Marco de las Naciones Unidas sobre el Cambio climático (CMNUCC), así como en las convenciones de Kioto, Copenhague y París, los países desarrollados y en desarrollo examinaron a Kuwait por figurar perpetuamente entre los mayores contribuyentes de emisiones de gases de efecto invernadero mientras reconstruía su economía y hacía caso omiso de los esfuerzos mundiales para mitigar el cambio climático y abordar las fuentes de energía renovables que reducirían la contaminación y los efectos agrícolas negativos. La justificación última de este escrutinio fue el hecho de que Kuwait ratificó la CMNUCC en 1995 y el Protocolo de Kioto en 2005, expresando una preocupación sistemática por los problemas medioambientales, pero no realizó ningún progreso político tangible para abordar estos problemas.
En los últimos años, a medida que la comunidad mundial se ha ido alineando en cuestiones medioambientales, Kuwait ha tomado medidas, tanto a nivel nacional como internacional, para abordar los problemas medioambientales del país mediante la promulgación de políticas para regular la producción de petróleo y la creación de organismos gubernamentales para regular las industrias y los efectos de las políticas, como su propia Agencia de Protección del Medio Ambiente. Además, Kuwait se ha implicado más en los acuerdos internacionales, presentando una Contribución Prevista y Determinada a Nivel Nacional (INDC, por sus siglas en inglés) durante la Convención de París, la primera reforma sustancial en materia de cambio climático a la que Kuwait se había comprometido. Sin embargo, el estancamiento continuado en cuestiones medioambientales sigue empañando la imagen global de Kuwait y tiene importantes consecuencias para la salud humana y no humana.

## Economía

Una representación proporcional de las exportaciones de Kuwait, 2019

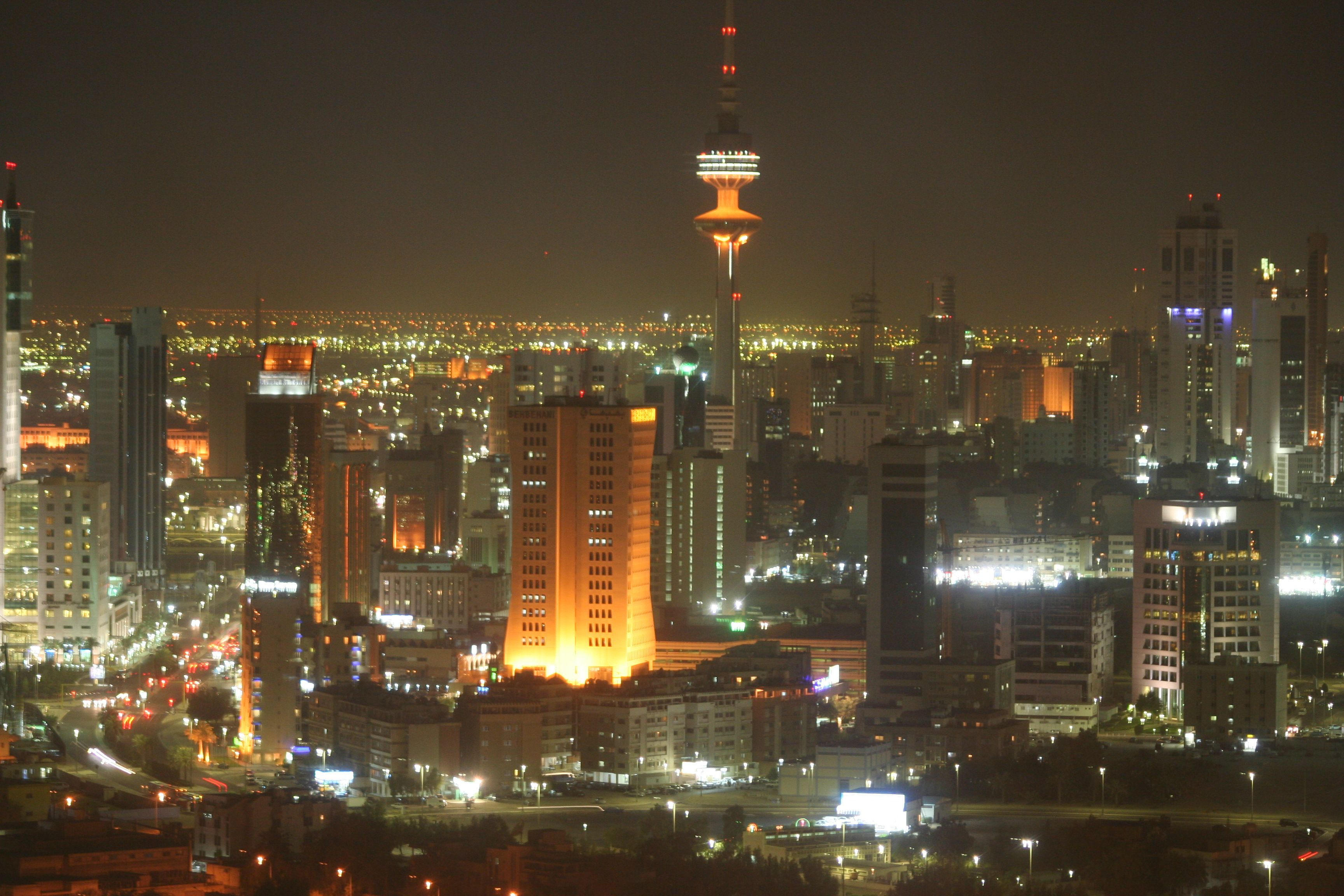
La ciudad de Kuwait es uno de los centros financieros y de negocio más activos de Oriente Próximo.

Kuwait es una economía pequeña, rica y relativamente abierta, con reservas de crudo seguras de 94 000 millones de barriles (15 km³) -10% de las reservas mundiales-, donde el petróleo representa casi la mitad del PIB, un 90% de las exportaciones y un 75% de los ingresos del gobierno. Sin embargo, en 1990 el país ganó más dinero de las inversiones extranjeras que de la exportación de petróleo.
Los gastos generados por la invasión de Irak y la reconstrucción de la posguerra fueron una carga económica importante para el país. Sin embargo, hacia mitad de los años 1990 Kuwait había recuperado su prosperidad.

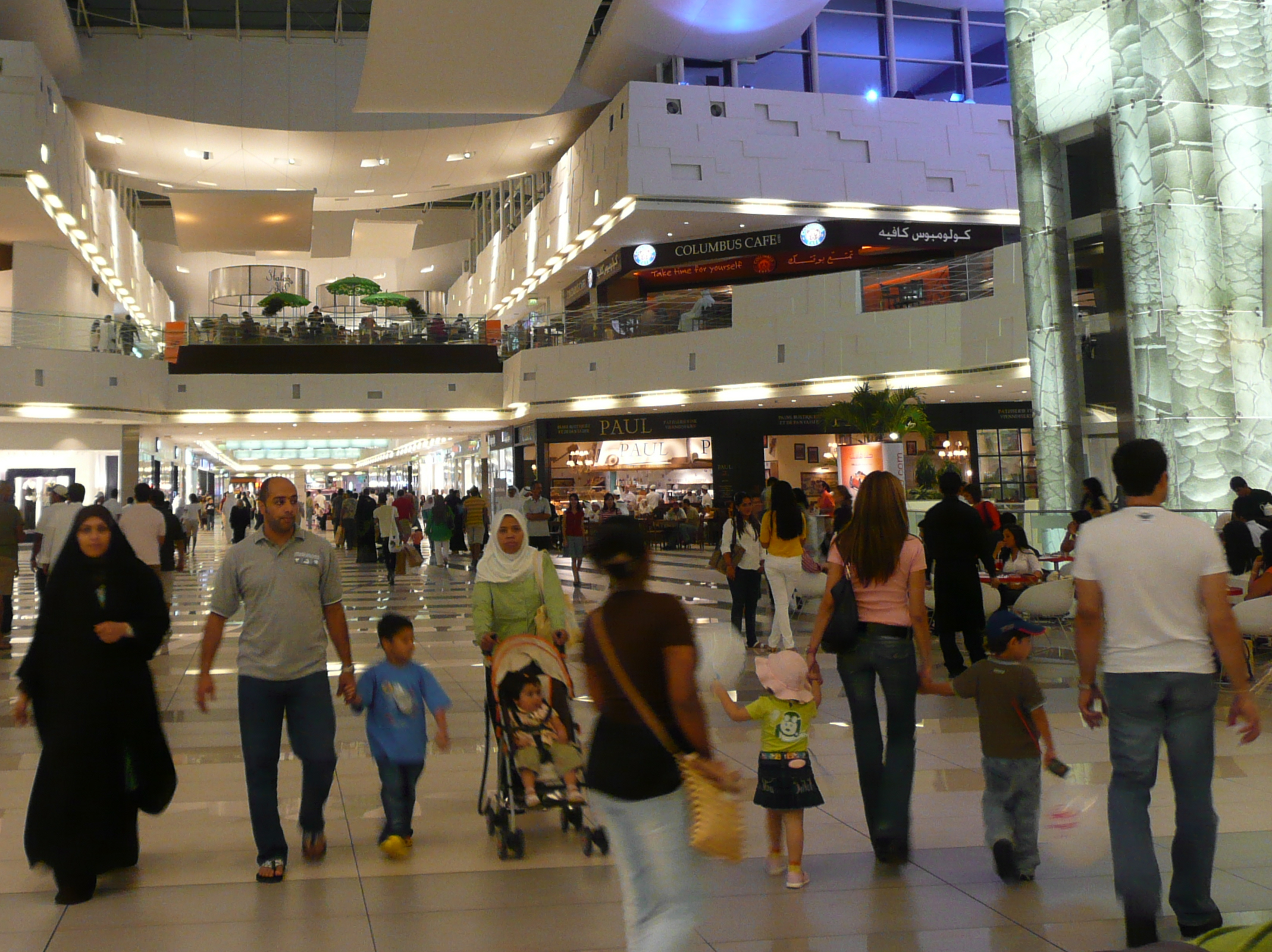
Centro comercial The Avenues en Kuwait.

Los precios del petróleo han producido un superávit de 1,7 miles de millones de € (2000 millones de $) para el año fiscal 99/00. El año fiscal 00/01 solo tuvo 9 meses por una modificación en el año fiscal. El presupuesto para el año fiscal 01/02 preveía mayores gastos en salarios, construcción y otras categorías. El PNB en el 2003 era de 4,6 miles de millones de € (41.7 miles de millones de $), con un PNB per cápita de 14.166€ ($17.420).
La Kuwait Petroleum Corporation (KPC) es la compañía nacional encargada de todo lo concerniente con la producción de crudo, gas y productos refinados.
Además del petróleo, a nivel económico se destaca el Banco Central de Kuwait, en la capital, quien se encarga de emitir el dinar kuwaití, la moneda local. El dinar tiene una equivalencia (para el año 2023) de 1 dinar por 3,04 euros y 3,24 dólares estadounidenses, lo que la convierte en la moneda más cara del mundo.
Por su parte, la fuerza laboral del país es de 1 073 115 personas, de los que solo un cuarto son ciudadanos kuwaitíes.
El clima es un factor que limita el desarrollo de la agricultura. Como consecuencia, con la excepción del pescado, depende casi por completo de las importaciones para la comida. Igualmente, el 75 % del suministro de agua tiene que ser desalada o importada.
En 2023, el Producto Interno Bruto (PIB) de Kuwait alcanzó los 163.7 mil millones de dólares a precios actuales, una cifra significativamente mayor en comparación con los 37.72 mil millones registrados en el año 2000. Ese mismo año, el PIB per cápita fue de 33,729.8 dólares, lo que refleja un alto nivel de ingresos por habitante. No obstante, la economía kuwaití experimentó una contracción, con una tasa de crecimiento del PIB de -3.6 %. En cuanto al mercado laboral, la tasa de desempleo fue baja, situándose en 2.1 % en 2024, mientras que la inflación al consumidor también se mantuvo moderada, con un aumento anual del 2.9 % en el mismo año. 
Según el Índice mundial de innovación, a cargo de la Organización Mundial de la Propiedad Intelectual, en 2024, Kuwait se ubicó en lugar 71 en innovación entre 133 países del mundo; mientras que en 2023 ocupó el lugar 64 y el lugar 62 en 2022.

### Finanzas

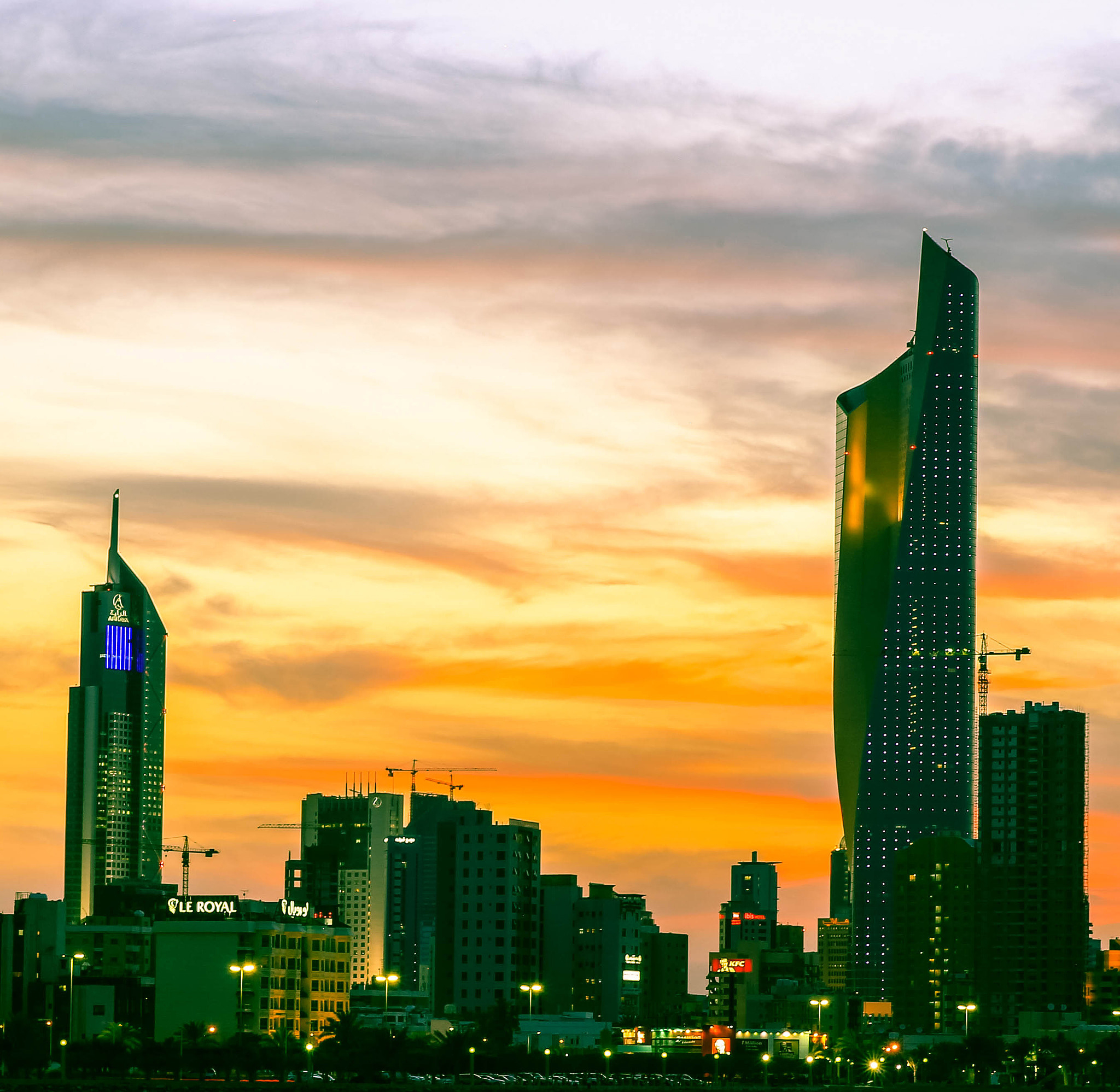
Edificios de Oficinas en la Ciudad de Kuwait

La Autoridad de Inversiones de Kuwait (KIA) es el mayor fondo soberano de Kuwait especializado en inversiones extranjeras. El KIA es el fondo soberano más antiguo del mundo. Desde 1953, el gobierno kuwaití ha dirigido sus inversiones hacia Europa, Estados Unidos y la región de Asia-Pacífico. En 2021, las participaciones estaban valoradas en unos 700.000 millones de dólares en activos. Es el tercer mayor fondo soberano del mundo.
Kuwait ocupa una posición de liderazgo en la industria financiera del CCG. El emir ha promovido la idea de que Kuwait centre sus energías, en términos de desarrollo económico, en la industria financiera. La preeminencia histórica de Kuwait (entre las monarquías del CCG) en las finanzas se remonta a la fundación del Banco Nacional de Kuwait en 1952. A finales de los años 70 y principios de los 80, surgió en Kuwait un mercado de valores alternativo, el Souk Al-Manakh, en el que se negociaban acciones de empresas del CCG. En su momento álgido, su capitalización bursátil fue la tercera más alta del mundo, sólo por detrás de Estados Unidos y Japón, y por delante del Reino Unido y Francia.
Kuwait cuenta con un importante sector de gestión de patrimonios que destaca en la región. Las sociedades de inversión kuwaitíes administran más activos que las de cualquier otro país del CCG, salvo la mucho mayor Arabia Saudí. El Centro Financiero de Kuwait, en un cálculo aproximado, estimó que las empresas kuwaitíes representaban más de un tercio del total de activos gestionados en el CCG.

La relativa fortaleza de Kuwait en el sector financiero se extiende a su mercado bursátil. Durante muchos años, la valoración total de todas las empresas cotizadas en la Bolsa de Kuwait superó con creces el valor de las de cualquier otra bolsa del CCG, excepto Arabia Saudí. En 2011, las empresas financieras y bancarias representaban más de la mitad de la capitalización bursátil de la bolsa kuwaití; entre todos los Estados del CCG, la capitalización bursátil de las empresas kuwaitíes del sector financiero era, en total, sólo inferior a la de Arabia Saudí. En los últimos años, las sociedades de inversión kuwaitíes han invertido grandes porcentajes de sus activos en el extranjero, y sus activos extranjeros han llegado a ser sustancialmente mayores que sus activos nacionales. 

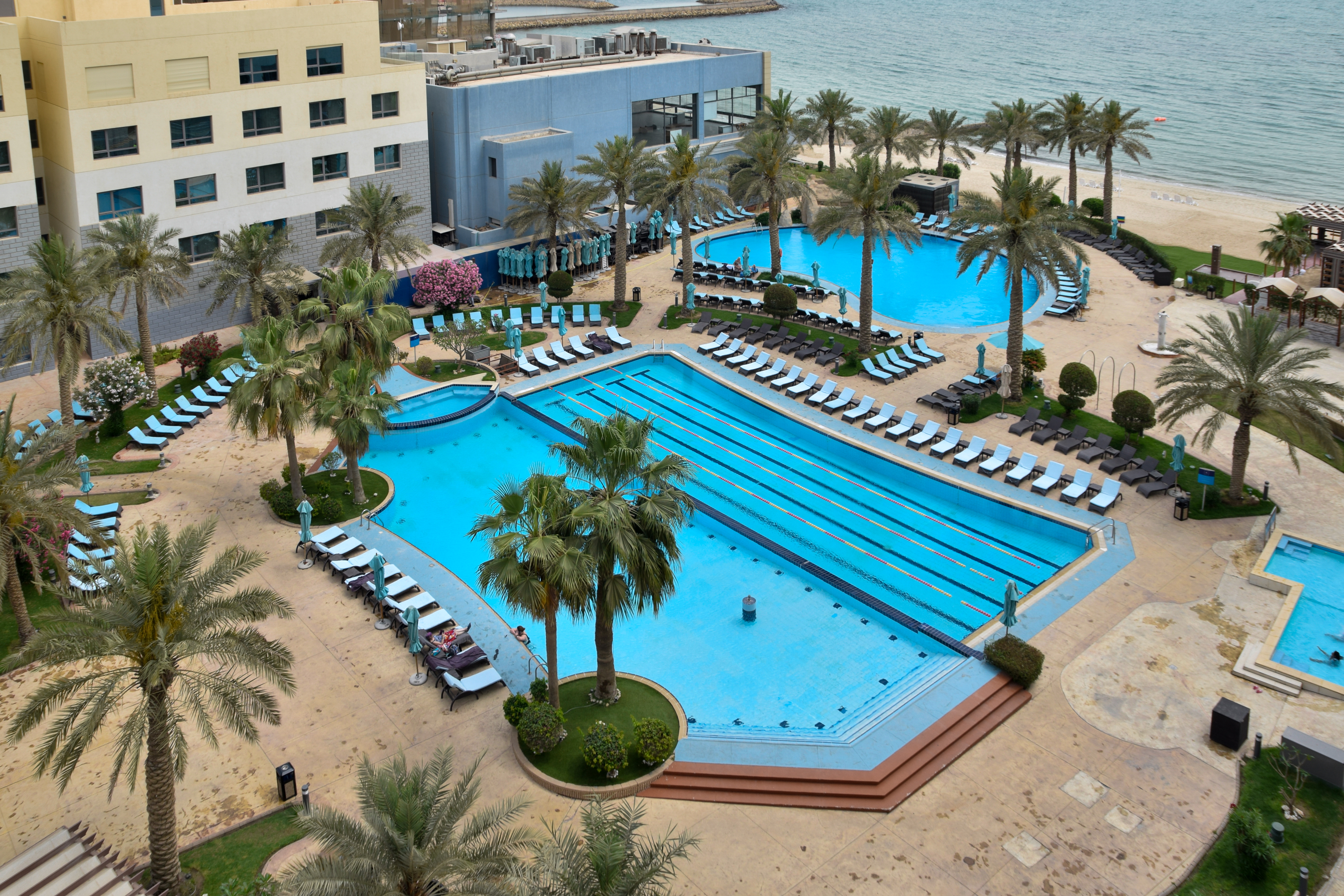
Un hotel en Kuwait

Kuwait es una importante fuente de ayuda económica exterior a otros Estados a través del Fondo Kuwaití para el Desarrollo económico Árabe, una institución estatal autónoma creada en 1961 siguiendo el modelo de las agencias internacionales de desarrollo. En 1974, el mandato de préstamo del fondo se amplió para incluir a todos los países en desarrollo del mundo.

### Turismo
En 2020, el gasto nacional en viajes y turismo de Kuwait alcanzó los 6.100 millones de dólares (frente a los 1.600 millones de 2019), siendo el turismo familiar un segmento en rápido crecimiento. El WTTC nombró a Kuwait como uno de los países del mundo con mayor crecimiento del PIB en viajes y turismo en 2019, con un 11. 6 % de crecimiento interanual. En 2016, la industria del turismo generó casi 500 millones de dólares en ingresos. En 2015, el turismo representó el 1,5 % del PIB. Sabah Al Ahmad Sea City es una de las mayores atracciones de Kuwait.

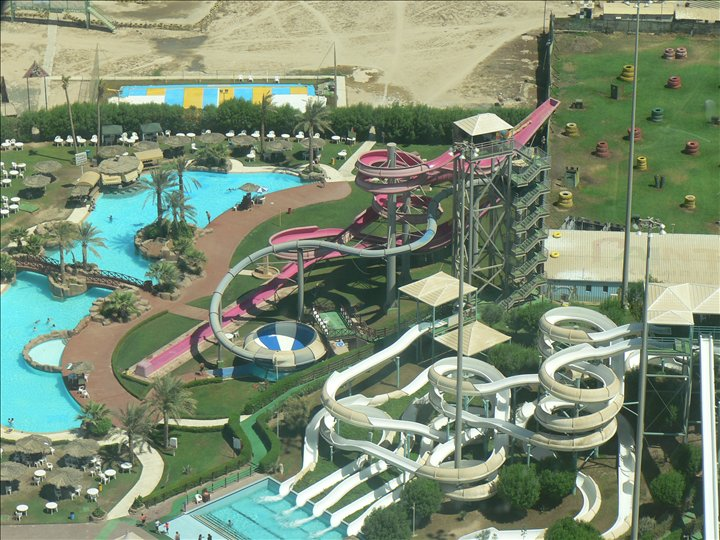
Un parque acuático en Kuwait

El Amiri Diwan inauguró recientemente el nuevo Distrito Cultural Nacional de Kuwait (KNCD), que comprende el Centro Cultural Sheikh Abdullah Al Salem, el Centro Cultural Sheikh Jaber Al Ahmad, el parque Al Shaheed y el Palacio Al Salam. Con un coste de capital de más de 1000 millones de dólares, el proyecto es una de las mayores inversiones culturales del mundo. El Distrito Cultural Nacional de Kuwait es miembro de la Red Global de Distritos Culturales.
El parque Al Shaheed es el mayor proyecto de tejado verde jamás realizado en el mundo árabe. El festival anual "Hala Febrayer" atrae a muchos turistas de los países vecinos del CCG. e incluye diversos actos, como conciertos de música, desfiles y carnavales. El festival es una conmemoración de un mes de la liberación de Kuwait, y se celebra del 1 al 28 de febrero. El Día de la Liberación se celebra el 26 de febrero.

## Demografía
La población de Kuwait en 2024 asciende a 4.93 millones de habitantes contando con una densidad de 276.9 hab/km², habiendo duplicado su población en los últimos 20 años (2 400 000 habitantes en 2002), de los cuales, se estima que solo el 31% de la población es ciudadana kuwaití, mientras que el 69% es población inmigrante. El 37% son procedentes de la India (1 152 175 personas), siendo esta la ciudadanía más representada, seguida de los egipcios y los procedentes de Bangladés.
De los 4.93 millones de habitantes que el país tenía en 2024, 3.02 millones eran hombres, mientras que solo 1.92 millones eran mujeres; esto provoca que en el país, por cada mujer, haya aproximadamente 1.57 hombres, una situación marcada por el alto número de trabajadores migrantes varones y que es similar a la que se observa en otros países del Golfo Pérsico, como Catar o Emiratos Árabes Unidos.  En Kuwait, el índice de razón de sexo es de 157.2 hombres por cada 100 mujeres, lo cual refleja un notable desequilibrio poblacional influenciado principalmente por la alta proporción de trabajadores masculinos extranjeros. En cuanto a la distribución etaria, el 18.2% de la población tiene entre 0 y 14 años, mientras que solo el 5.9% tiene 60 años o más, lo que indica una población predominantemente joven. La densidad poblacional es de aproximadamente 1 persona por kilómetro cuadrado, en una superficie total de 17,8 mil kilómetros cuadrados. 
Según cálculos hechos en 2013, solo existían tres aglomeraciones urbanas en todo el país; éstas son: Kuwait, la capital, (2,451,764 habitantes), Wafra (13,562) y Zawr (7,786). Alrededor del 80% de la población kuwaití es árabe; incluyendo un gran número de egipcios y también a árabes sin Estado llamados Bidón (palabra árabe que significa distinto de beduino).
Muchos árabes de los estados contiguos tomaron residencia en Kuwait a partir de la prosperidad que el petróleo trajo al país en la década de 1940. Sin embargo, tras la ocupación iraquí el gobierno tuvo que hacer grandes esfuerzos para reducir el número de población expatriada. Otros grandes grupos de inmigrantes incluyen a indios, bengalíes, pakistaníes y filipinos. Kuwait tuvo anteriormente una gran población palestina. La mayor parte de los mismos fueron forzados a salir del país tras el respaldo del líder de la OLP, Yasser Arafat, a Irak durante la ocupación de Kuwait por parte del régimen de Hussein.

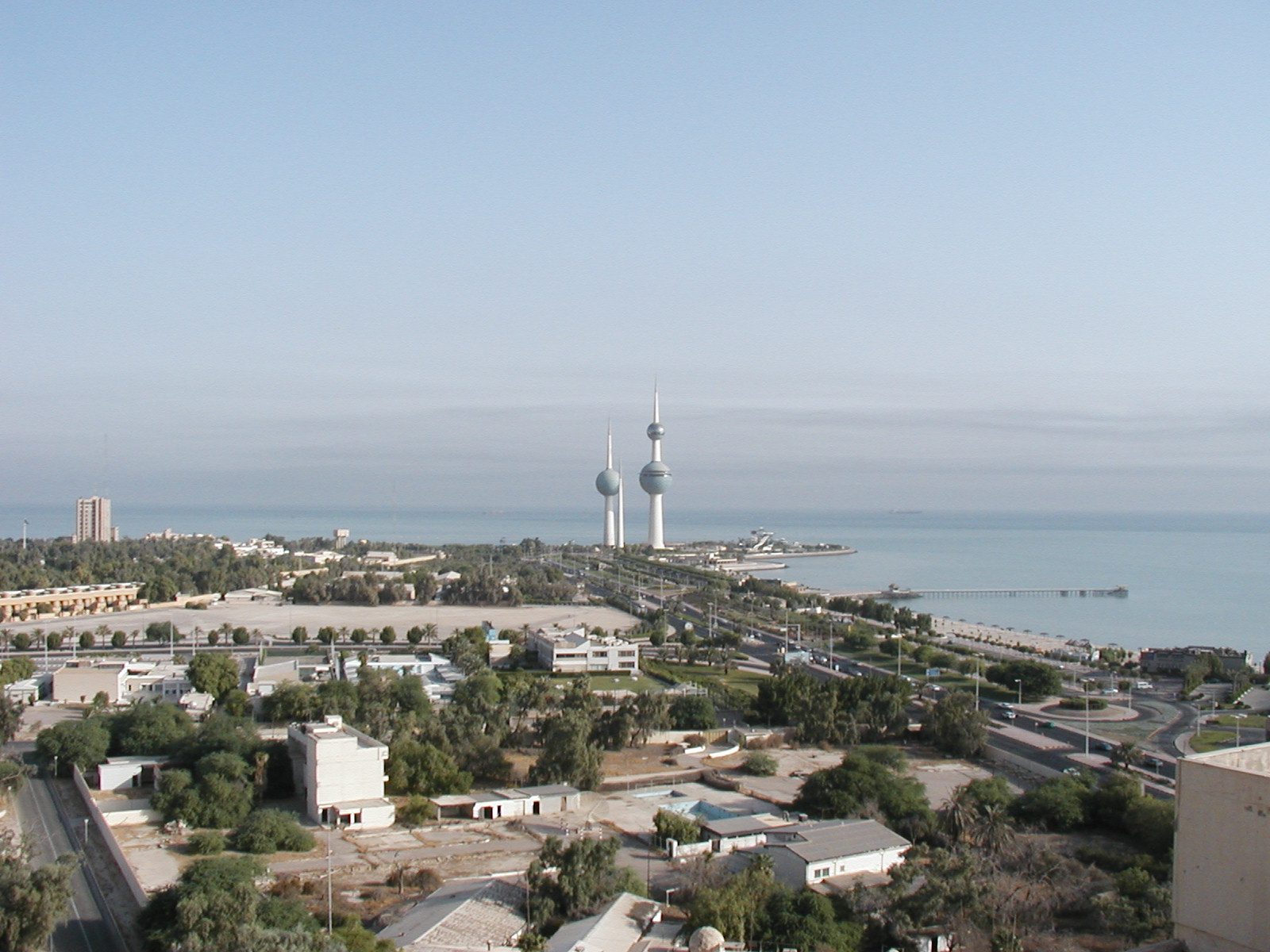
Torres de Kuwait.

La lengua oficial es el árabe aunque el inglés es generalmente entendido. Algunos inmigrantes también hablan sus propias lenguas locales. Cerca del 85 % de la población de Kuwait es musulmana. De entre los musulmanes kuwaitíes se estima que entre el 70 % y el 75% de los mismos es suní y que alrededor del 25 % a 30 % es chií. Una gran parte del chiismo kuwaití se debe a la proximidad de Kuwait con Irán e Irak. Hay una importante minoría que practica el hinduismo, y muy pocos kuwaitíes son cristianos. La convivencia de la mayoría musulmana con el resto de religiones es bastante cordial.
El grado de alfabetización de Kuwait es el más elevado de entre los países árabes. Esto se debe al amplísimo apoyo gubernamental al sistema educativo. La escuela pública, incluyendo a la Universidad de Kuwait, es gratuita pero los estudiantes extranjeros tienen restringido su acceso a las mismas. El gobierno envía a estudiantes cualificados al extranjero para alcanzar títulos que no se imparten en la Universidad de Kuwait, ejemplo de ello son los aproximadamente 1000 kuwaitíes que estudian en los Estados Unidos.

### Distribución de la población
Debido a su pequeño tamaño y a su condición de país desértico, la población de Kuwait se concentra en el área metropolitana de la capital, formando una conurbación que se extiende principalmente por el sur del golfo de Kuwait y por la costa hacia el sur del país, sobrepasando los 4 millones de habitantes. A pesar de concentrarse en su área metropolitana, el municipio de Kuwait (capital del país) está habitado por 60.064 habitantes, siendo el 7.º municipio por población del país.
El área más poblada es Al Ahmadi, en la gobernación del mismo nombre, donde viven 637 411 habitantes, seguido de lejos por Hawalli con 164 212, mientras que la tercera área más poblada es Salmiya con 147,649 habitantes, la cuarta Sabah Al Salem con 139,163, Al Farwaniyah con 86 525 habitantes y Al Fahahil con 68 290 hab. El 98% de la población del país vive en zonas urbanas.

### Composición de la población
De los 4 736 000 habitantes que el país tenía en 2021, el 61,6% eran hombres, mientras que solo el 38,4% eran mujeres. Esto es debido a la alta tasa de inmigración con la que cuenta el país (66,5% de la población total), que en su mayoría es de población masculina (un 66% de hombres). Esto provoca que en el país por cada 1 mujer haya 1,37 hombres, situación similar a la que viven otros países del Golfo Pérsico como Catar o Emiratos Árabes Unidos.
El 75,54% de la población se encuentra en el grupo de edad entre 15 y 64 años, el 19.49% son menores de 14 años y el 3,8% tiene 65 años o más, siendo este el grupo de población que más crece en los últimos años. La tasa de crecimiento de la población para el año 2022 era del 1,17%. 
La tasa de fecundidad en 2023 se estimó en 1.524. La tasa de natalidad es de 17,78 nacimientos/1000 habitantes (2022 est.), mientras que la tasa de mortalidad es de 2 muertes/1000 habitantes (2023 est.); disminuyendo significativamente de la estimación del 2022 que fue de 2,25 muertes/1000 habitantes. La esperanza de vida fue de 83 años en 2023, siendo para los hombres de 83 años y para las mujeres de 84 años. 
Por nacionalidades, tan solo el 34% de la población del país tiene la ciudadanía kuwaití, mientras que el 24% de la población es de la India, el 8,89 % es de nacionalidad egipcia, el 8,02% es de Bangladés, el 7,15% de Pakistán, el 4.15% de Filipinas y el 2.27% de Indonesia, siendo los yemeníes, jordanos o sudaneses otras de las nacionalidades más presentes en el país. Se estima que un 2% de la población (unas 100,000 personas) son bidunes, es decir apátridas, considerados inmigrantes ilegales en el país a pesar de ser un grupo presente en el país desde su independencia.
De esta forma, se estima que el 57,8% de la población es árabe, mientras que el 40% es clasificada como asiática, siendo el 2,2% africana, europeo o americana.

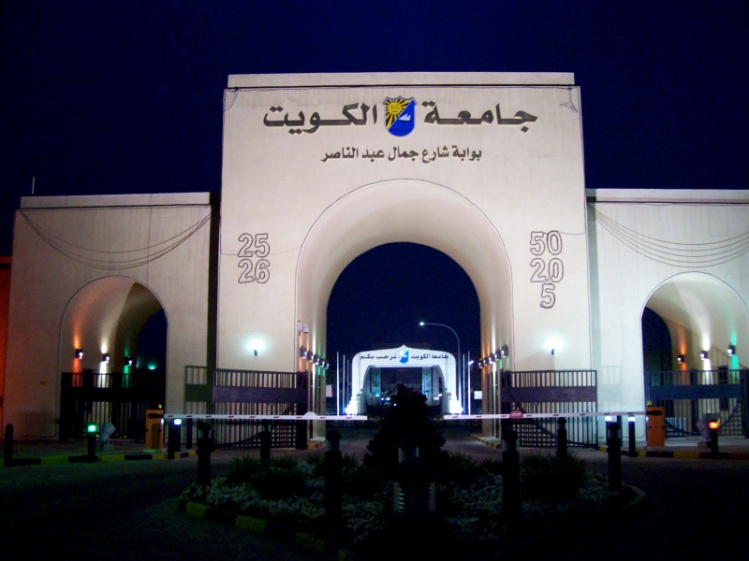
Universidad de Kuwait

### Educación
El Estado de Kuwait, situado en la cabecera del Golfo Pérsico, apoya una política educativa que busca ofrecer una oportunidad a todos los niños, independientemente de su clase social, incluidos los niños con necesidades especiales. Kuwait ocupó el puesto 63 en el informe del Índice de Desarrollo Humano de 2011 del Programa de las Naciones Unidas para el Desarrollo, lo que sitúa a Kuwait por encima de la media regional.
Según datos de 2017 de la Unesco, la tasa de alfabetización se situó en el 96,3 % para los kuwaitíes de entre 25 y 64 años, en comparación con el 80 % en toda la región de Oriente Medio y Norte de África. En 2017, el 99,9 % de los kuwaitíes de entre 15 y 24 años estaban alfabetizados, mientras que la media de Oriente Medio y Norte de África era del 89,6 % en 2016. Además, según las estadísticas del Banco Mundial de 2015, entre los kuwaitíes de 15 años o más, las mujeres han alcanzado y superado a sus pares masculinos en esta métrica de logro educativo, que se sitúa, para los respectivos sexos, en el 99,4 % y el 96,4 %.

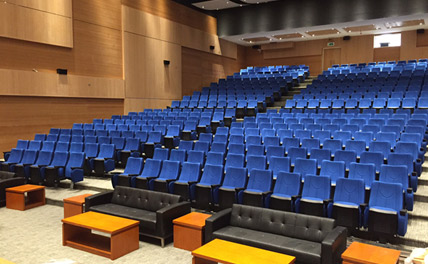
Colegio de Ciencia y Tecnología de Kuwait

El sistema educativo de Kuwait ha celebrado numerosos logros a escala mundial; en el año que finalizó en 2006, el trece por ciento de todo el gasto público se destinó a la educación, cifra comparable a la de muchos países de la OCDE. En porcentaje del PIB, con un 15 %, Kuwait se sitúa actualmente por encima de la media de la OCDE.
Kuwait tiene la tasa de alfabetización más alta del mundo árabe. En 2005, la tasa de alfabetización de Kuwait era del 94 %. El Ministerio de Educación también se esfuerza por incorporar a las mujeres a la población activa instruida a través de diversos programas; por ejemplo, la iniciativa de 1989 de establecer clínicas de alfabetización diurna para mujeres. El Gobierno kuwaití ofrece becas a los estudiantes que son aceptados en universidades de Estados Unidos, Reino Unido y otras instituciones académicas extranjeras.

Escuela Técnica Superior de Kuwait

Kuwait es uno de los países de renta alta, con un PIB per cápita superior a los 24 000 dólares. Las exportaciones de petróleo representan casi la mitad de la renta nacional de Kuwait y alrededor del 80% de los ingresos del gobierno. Entre 1975 y 1985, la proporción de todos los nacionales en activo empleados en el sector público, incluido el petróleo, aumentó del 76% al 92%. El gobierno de Kuwait busca ahora formas alternativas de estimular el empleo y la generación de ingresos. Para ello, desea diversificar y mejorar la cualificación de su mano de obra; de ahí que se conceda gran prioridad a la reforma de la educación a todos los niveles.
A principios del siglo XX, en Kuwait no existía ningún sistema educativo formal. Había unas pocas escuelas coránicas, conocidas como Al-Katatib, financiadas por los ciudadanos particulares ricos de Kuwait, que enseñaban a leer, escribir y aritmética básica. En 1911, la Escuela Al Mubarakiyya se estableció como una de las instituciones educativas modernas de Kuwait. Fue fundada por comerciantes para formar a sus empleados en comercio, aritmética y escritura de cartas. 

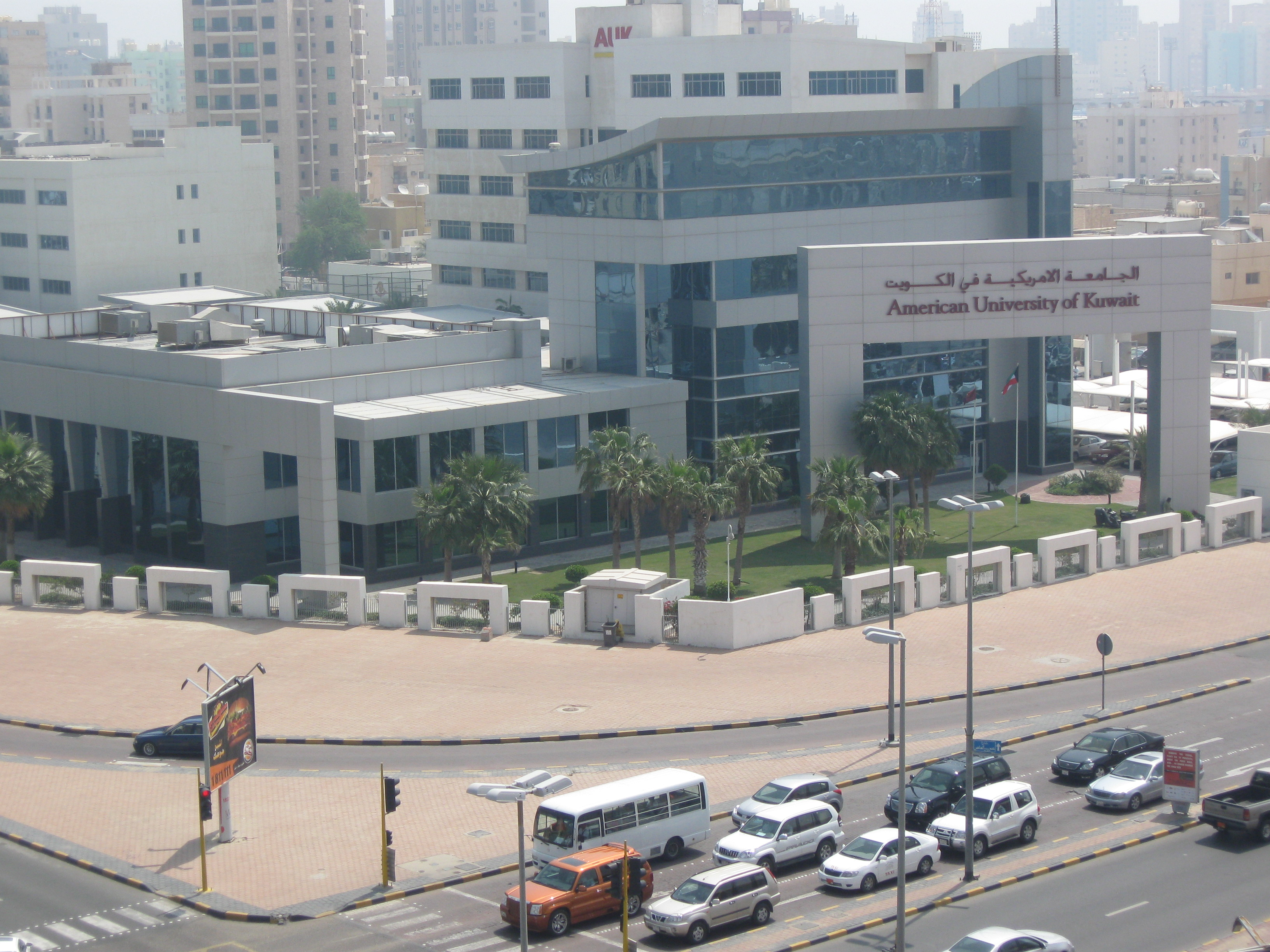
Universidad Estadounidense de Kuwait (American University of Kuwait)

En 1921, se creó la escuela Al-Ahmedia, que ofrecía cursos de inglés, y poco después se fundó una escuela sólo para niñas que impartía educación en árabe, economía doméstica y estudios islámicos. En 1936, el gobierno se implicó en la educación formal, y en 1945 había 17 escuelas en Kuwait. Con el aumento de la producción de petróleo y, por tanto, de los ingresos del Estado tras la Segunda Guerra Mundial, el gobierno comenzó a invertir enormes sumas de dinero en servicios sociales, incluida la educación. En 1960, había 45.000 estudiantes matriculados en el sistema educativo de Kuwait, de los cuales 18.000 eran niñas.
En 1965, a raíz de la constitución que hizo de la educación un derecho fundamental del ciudadano, la educación se hizo obligatoria para los niños de entre 6 y 14 años. Desde principios del siglo XXI, el Ministerio de Educación ha intentado preparar una estrategia educativa general a largo plazo, centrada en la enseñanza educativa para los años hasta 2025. Este esfuerzo pretende alinear las metodologías de enseñanza con las necesidades actuales de un mundo cada vez más globalizado. El Banco Mundial está realizando un estudio analítico para explorar las distintas opciones políticas necesarias para aplicar esta nueva estrategia.
En febrero de 2008 se celebró en Kuwait una Conferencia Nacional para el Desarrollo de la Educación, con el fin de seguir debatiendo esta estrategia nacional. Otras organizaciones multilaterales, como la OCDE, están trabajando para mejorar el entorno empresarial en Kuwait y ofrecer formación a las mujeres para promover el espíritu empresarial femenino en el país.

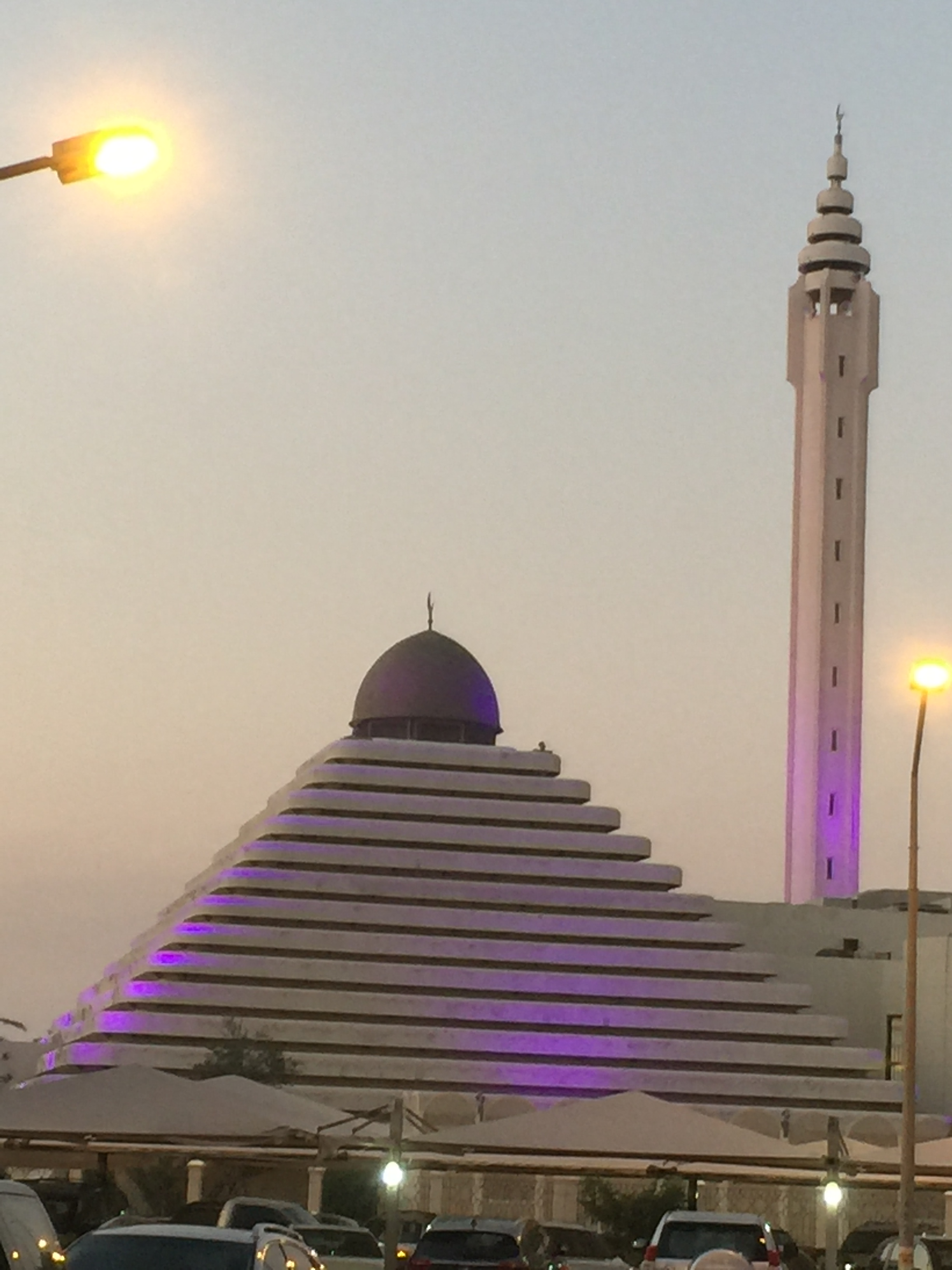
Mezquita con forma de Pirámide en Salmiya, Kuwait

### Religión
El islam es la religión oficial en Kuwait, y la mayoría de la población ciudadana es musulmana. También hay pequeñas poblaciones cristianas nativas y bahá'ís. La mayoría de los expatriados en Kuwait son musulmanes, hindúes, cristianos o budistas.
La mayoría de los ciudadanos kuwaitíes son musulmanes; Se estima que 60%-65%/ son sunitas y 35% -40% son chiitas. Algunas otras denominaciones musulmanas menores existen en la sociedad de Kuwait, pero en muy pequeñas cantidades. Se estima que hay 100.000 chiitas no ciudadanos.
En 2001, había aproximadamente 525,000 ciudadanos sunitas kuwaitíes y 300,000 ciudadanos chiitas kuwaitíes. En 2002, el Departamento de Estado de EE. UU. Informó que los chiitas formaban entre el 30% y el 40% de la población ciudadana de Kuwait, señalando que había 525,000 ciudadanos sunitas kuwaitíes y 855,000 ciudadanos kuwaitíes en total (61% sunitas, 39% chiíes). En 2004, había un estimado de 600,000 ciudadanos sunitas kuwaitíes, 300,000-350,000 ciudadanos chiitas kuwaitíes y 913,000 ciudadanos kuwaitíes en total. En 2007, alrededor del 70% de los ciudadanos pertenecían a la rama sunita del islam, mientras que la mayoría del 30% restante eran chiitas.
El cristianismo es una religión minoritaria en Kuwait. Kuwait tiene una comunidad cristiana nativa, con una población total de entre 200 y 400. En 2014, había aproximadamente 259 cristianos kuwaitíes que residían en Kuwait. Kuwait es el único país del CCG además de Baréin que tiene una población cristiana local que posee la ciudadanía. De la población no ciudadana, se estima que hay 832,475 cristianos (junio de 2018), o el 18.24% de la población.

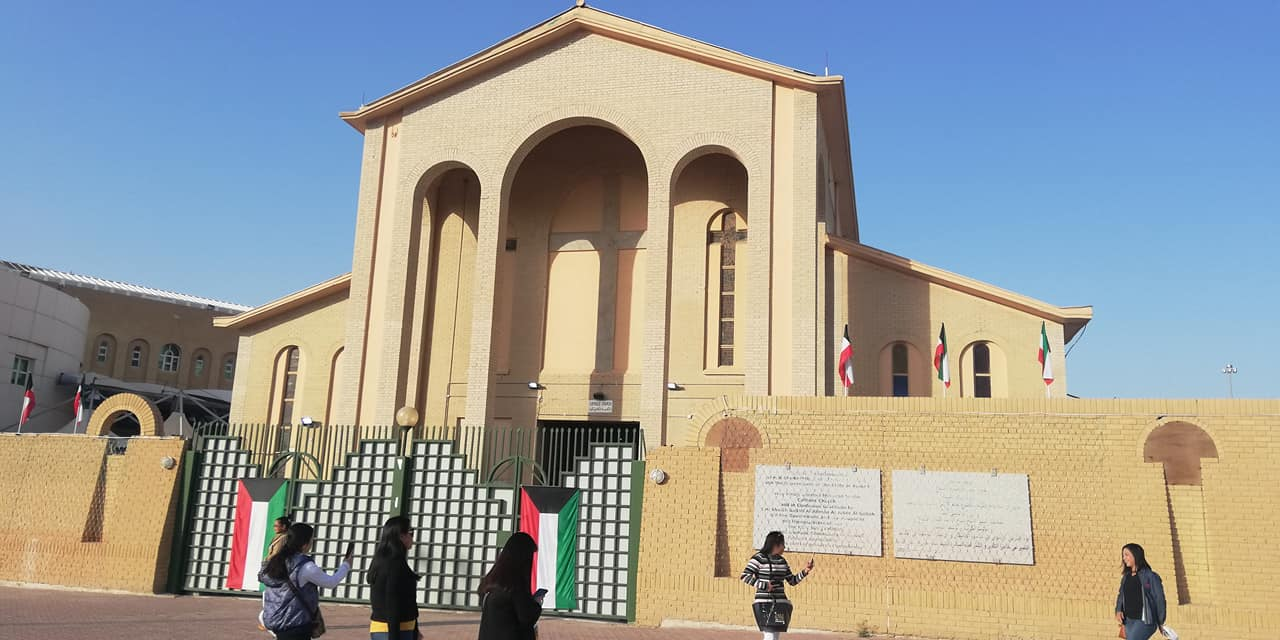
Concatedral de la Sagrada Familia en Kuwait

Las iglesias cristianas reconocidas por el Gobierno incluyen la Iglesia católica (tanto latina como greco-melquita), la Iglesia Ortodoxa Copta, el Nacional de la Iglesia Evangélica de Kuwait (protestante), la Iglesia apostólica armenia, la Iglesia ortodoxa griega y la Iglesia Anglicana. También está reconocida la Iglesia de Jesucristo de los Santos de los Últimos Días. También hay muchos grupos religiosos cristianos no reconocidos oficialmente por el gobierno con poblaciones más pequeñas, incluyendo la Iglesia Ortodoxa India, Mar Thoma y la Iglesia Adventista del Séptimo Día. Los grupos no reconocidos son generalmente libres de adorar en privado. También hay varios creyentes en Cristo de origen musulmán en el país, aunque muchos no son ciudadanos. Un estudio de 2015 estima que alrededor de 350 personas en el país siguen estas creencias.
Hay un pequeño número de ciudadanos bahá'ís kuwaitíes. Si bien el censo oficial de 2013 solo muestra tres categorías de religión: "musulmán", "cristiano" y "otro", con solo 18 personas en la otra categoría, otra fuente afirma que hay alrededor de 400 bahá'ís en total en Kuwait.
Hubo algunos judíos kuwaitíes antes de la década de 1950, sin embargo, todas las familias judías abandonaron Kuwait en la década de 1980. Recientemente había un adolescente llamado Yousef Al-Mahanna que practicaba en secreto el judaísmo y quería ir a Israel y el gobierno kuwaití lo amenazó con que si él fuera a Israel le quitarían su ciudadanía kuwaití, y se estima que unas pocas docenas de judíos trabajadores extranjeros residentes.
Hay aproximadamente 300,000 hindúes y 100.000 budistas no ciudadanos en Kuwait.
| Nacionalidad            | Islam     | %      | Cristianismo | %      | Hinduismo/Otras | %      | Total     | %      |
| ----------------------- | --------- | ------ | ------------ | ------ | --------------- | ------ | --------- | ------ |
| Kuwaití                 | 1,386,052 | 99.98% | 290          | 0.02%  | 22              | 0.00%  | 1,386,363 | 30.38% |
| Árabe                   | 1,174,894 | 93.95% | 68,498       | 5.48%  | 7,048           | 0.57%  | 1,250,438 | 27.40% |
| Asiatiaco               | 807,009   | 43.84% | 720,463      | 39.14% | 313,385         | 17.02% | 1,840,857 | 40.33% |
| Africano                | 14,637    | 37.50% | 24,448       | 54.89% | 5,458           | 12.25% | 44,543    | 0.98%  |
| Europeo                 | 6,650     | 37.50% | 10,003       | 56.41% | 1,081           | 6.09%  | 17,734    | 0.39%  |
| Americano y Australiano | 13,915    | 57.90% | 8,773        | 36.50% | 1,346           | 5.60%  | 24,034    | 0.52%  |
| Kuwait                  | 3,403,157 | 74.56% | 832,475      | 18.24% | 328,337         | 7.20%  | 4,563,969 | 100%   |

## Cultura
Dado que Kuwait nunca fue una colonia, la cultura de Kuwait es producto de un desarrollo propio del pueblo kuwaití, con una limitada influencia externa.

### Hospitalidad

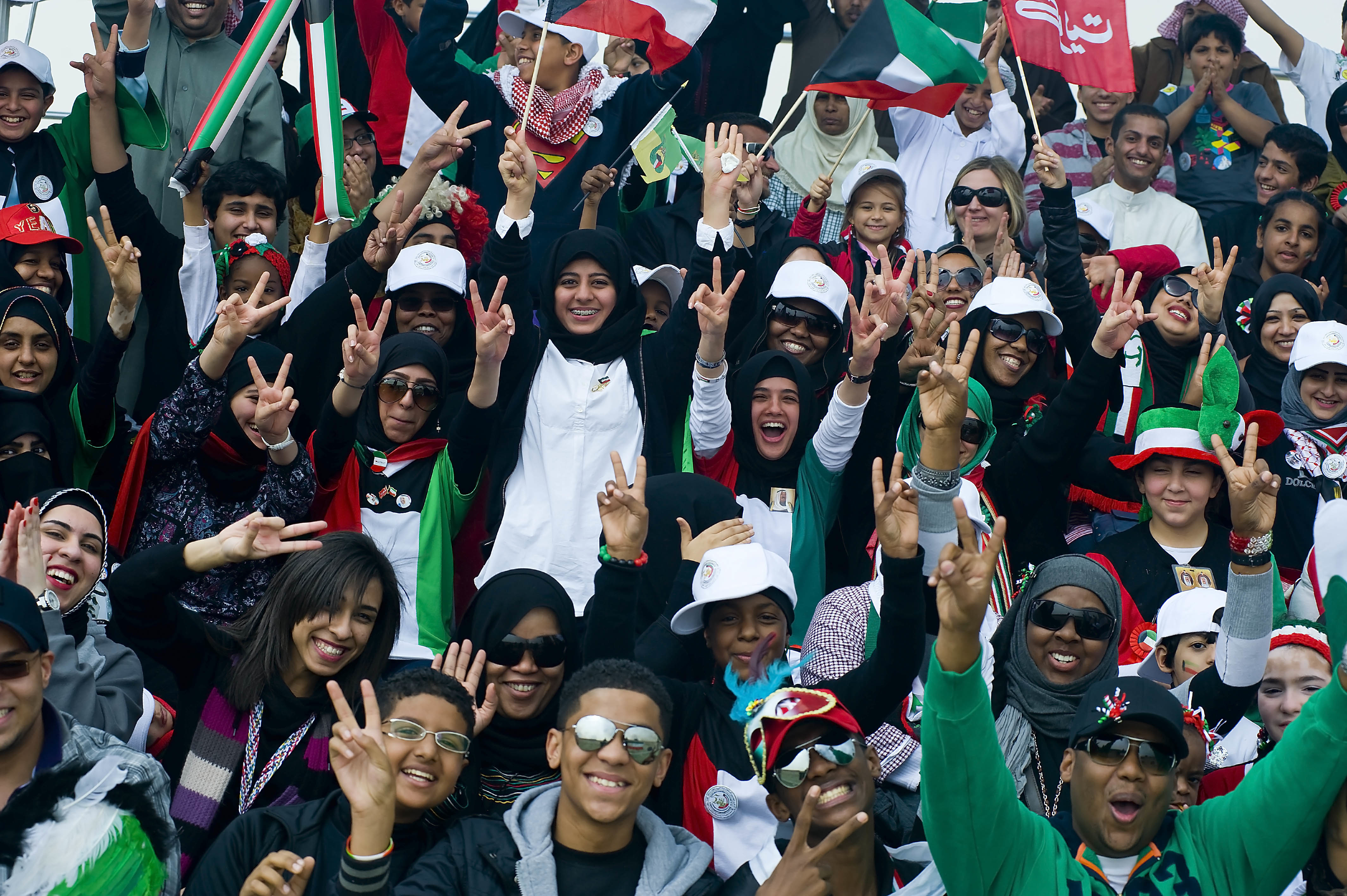
Jóvenes kuwaitíes celebrando el aniversario de la independencia y liberación de Kuwait, en 2011.

La cultura de Kuwait, al igual que muchas otras culturas árabes, dan mucha importancia a la hospitalidad.
El saludo: los kuwaitís tradicionalmente se saludan dándose la mano y besándose en las mejillas. Tradicionalmente los hombres y las mujeres no intercambian más que unas palabras y quizás se den la mano como saludo para respetar la privacidad de la mujer. Sin embargo, es común que mujeres y hombres se besen en la mejilla si están emparentados. También es costumbre en el saludo hacer largas series de preguntas sobre la salud, la de los parientes, sus trabajos, etc.
Té y café: la hospitalidad es mostrada a menudo por el ofrecimiento de té y café. Es raro que al huésped que entra en una casa, oficina o incluso en algunas tiendas, no le sea ofrecido té o café. Los beduinos kuwaitís tienen por costumbre interpretar como un insulto que el huésped rechace el ofrecimiento.
Comida: la comida tiene un papel importante en la cultura kuwaití. La comida tradicional de Kuwait es conocida como Machboos y consiste en cordero, pollo o pescado sobre o mezclado con una gran cantidad de arroz cocido preparado, similar al biryani indio. Salsas con curry y pequeños platos adicionales complementan el plato principal. Tradicionalmente se come con las manos, aunque actualmente muchos prefieren comerlos con cubiertos occidentales. Habitualmente la comida es preparada y servida en grandes cantidades y es muy habitual invitar a comensales para compartir la comida.

### Diwaniah
El diwaniah es una institución exclusiva de la cultura de Kuwait, que no se conoce en otros países del golfo Pérsico. Los diwaniah son reuniones de hombres que normalmente tienen lugar por las tardes, uno, dos, tres veces por semana o incluso todos los días. Habitualmente, los hombres se reúnen en sillones confortables y discuten cualquier tema, tanto político, social, económico, local o internacional, sin miedo a ser perseguidos. Los diwanahs se pueden considerar como un símbolo y prueba del talante democrático y la libertad de expresión del país. Normalmente el huésped sirve té o algún tentempié. Algunos comerciantes y miembros del parlamento anuncian sus diwaniah en los periódicos para que miembros del público puedan visitarlos.
Las mujeres a veces también tienen sus diwaniah, aunque no son tan extendidos y no se mezclan con los Diwaniah de hombres.

### Música

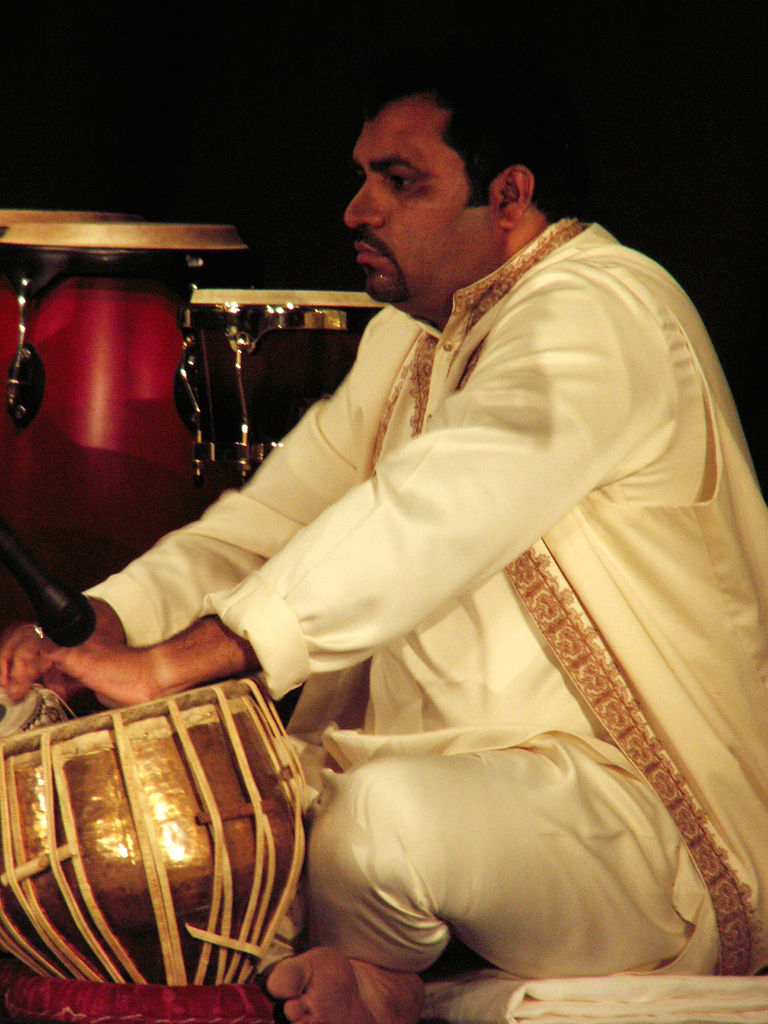
Músico tocando la tabla en el VIII Festival Internacional de Música de Kuwait

La tradición musical de Kuwait estuvo bien documentada hasta la guerra del Golfo, cuando el ejército de Irak destruyó el archivo. Sin embargo, Kuwait ha mantenido una industria musical activa, tanto antes como después de la invasión. La música refleja las diversas influencias de la cultura kuwaití en general, incluyendo música del África Oriental y de la India.
Kuwait es, junto a Baréin, el centro del sawt, un tipo de música popular con aires de blues. Fue popularizada en los años 1970 por Shadi al Khaleej (el Canto de pájaro del Golfo). Nabil Shaeil y Abdullah El Rowaished son los artistas de sawt más populares en la actualidad. Ambos incluyen influencias de la música techno y del pop europeo.
Otros grupos populares incluyen a la Al-Budoor Band.

#### Música y baile tradicional
La música tradicional kuwaití es realizada principalmente por mujeres en privado, con algunas bandas de música exclusivamente de mujeres haciendo conciertos en celebraciones públicas. Instrumentos de percusión simples, como pequeños tambores (mirwas) y palmas son los únicos instrumentos utilizados habitualmente. Canciones de boda incluyen los al-Fann, durante las que también se baila individualmente el al-Khamary y también el al-Sameri.
La canción de marineros Al Arda Al Bahariya es ampliamente conocida en Kuwait, tal como lo son las canciones del tipo al-Nahma que acompañaban las labores de navegación.
Los mawled son recitaciones del secciones de la biografía de Mahoma, cantadas en fiestas religiosas.
Los beduinos son conocidos por el uso de un instrumento llamado rubabah, aunque también emplean el oud, el tanbarah (instrumento de cuerda) y el habban (gaita).
El al-Fareesa era una danza realizada por mujeres disfrazadas de hombres en determinadas fiestas nacionales y religiosas. La danza se realiza como una batalla entre un caballero y dos atacantes. Otros bailes tradicionales incluyen una danza de sables llamada ardah (acompañada de tambores y panderetas) y las danzas de mujeres llamadas khamari, tanboura, fraisah, zifan y samiri. Kuwait no es 100% musulmán existen otras religiones como el cristianismo que abarca un 5%.

### Fiestas
El 25 de febrero se celebra la fiesta nacional y el 26 del mismo mes es el Día de la Liberación.

## Deporte

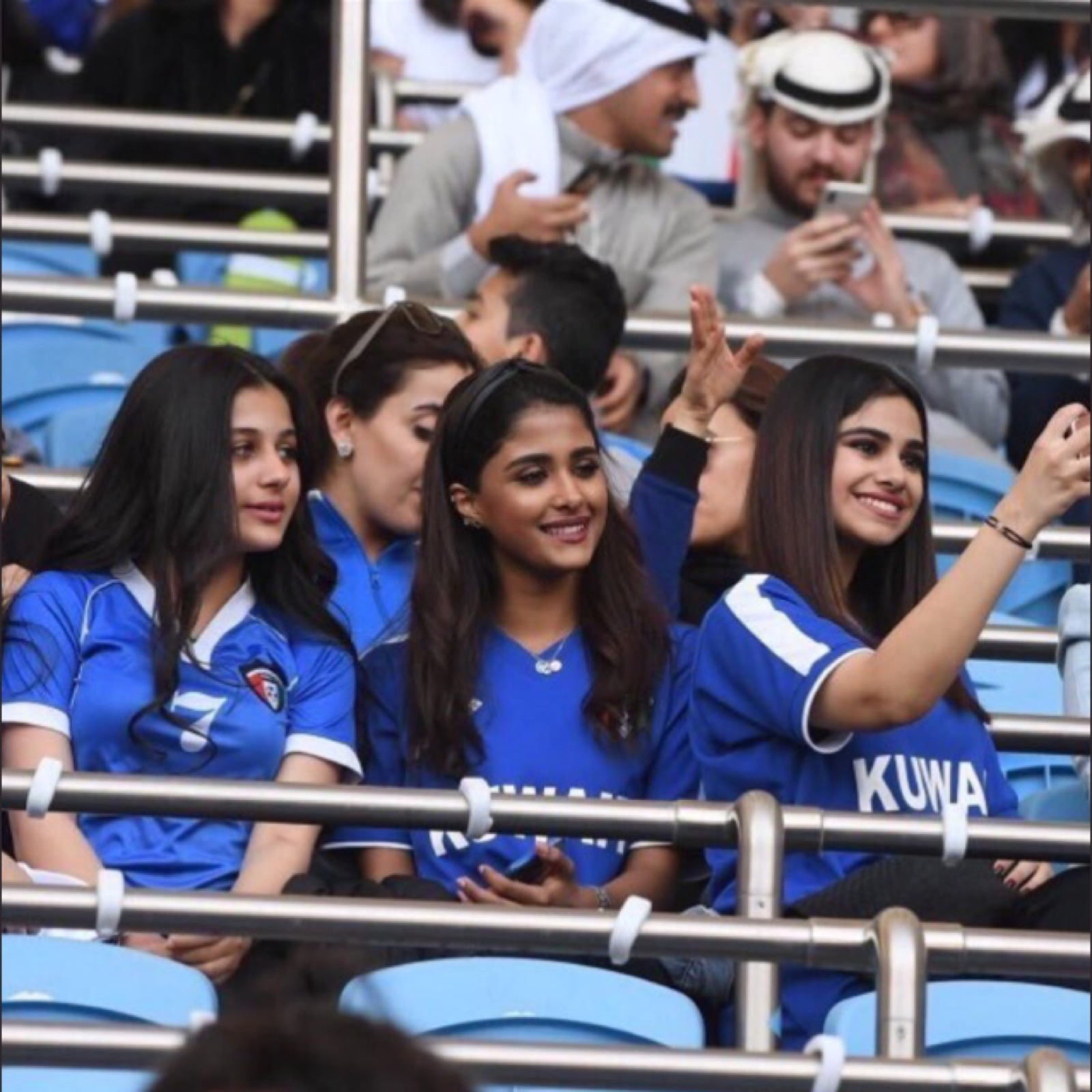
Espectadores en un partido de fútbol local.

La selección de fútbol de Kuwait hizo historia al clasificar a la Copa Mundial de Fútbol de 1982, que fue su primera y, hasta la fecha, único mundial en que se ha clasificado. Pero dentro del mundial consiguió solo 1 punto tras empatar 1-1 contra la extinta Checoslovaquia, perder 1-4 contra Francia y volver a ser vencidos, esta vez ante Inglaterra por 0-1.
En los Juegos Olímpicos, Kuwait participó por primera vez en la edición de 1968 celebrada en México. Hasta los JJOO del año 2020, Kuwait tan solo había conseguido 3 medallas en sus participaciones, todas de ellas de bronce, siendo las tres en la modalidad de Tiro. En la edición de 2016, los participantes kuwaitíes tuvieron que hacerlo con el Equipo de Atletas Olímpicos independientes (IOA), al haber sido suspendida su federación por interferencia gubernamental en el Comité Olímpico nacional. En esta ocasión, los tiradores Fehaid Al-Deehani y Abdullah Al-Rashidi ganaron una medalla de oro y bronce respectivamente.